# 女性アーティスト

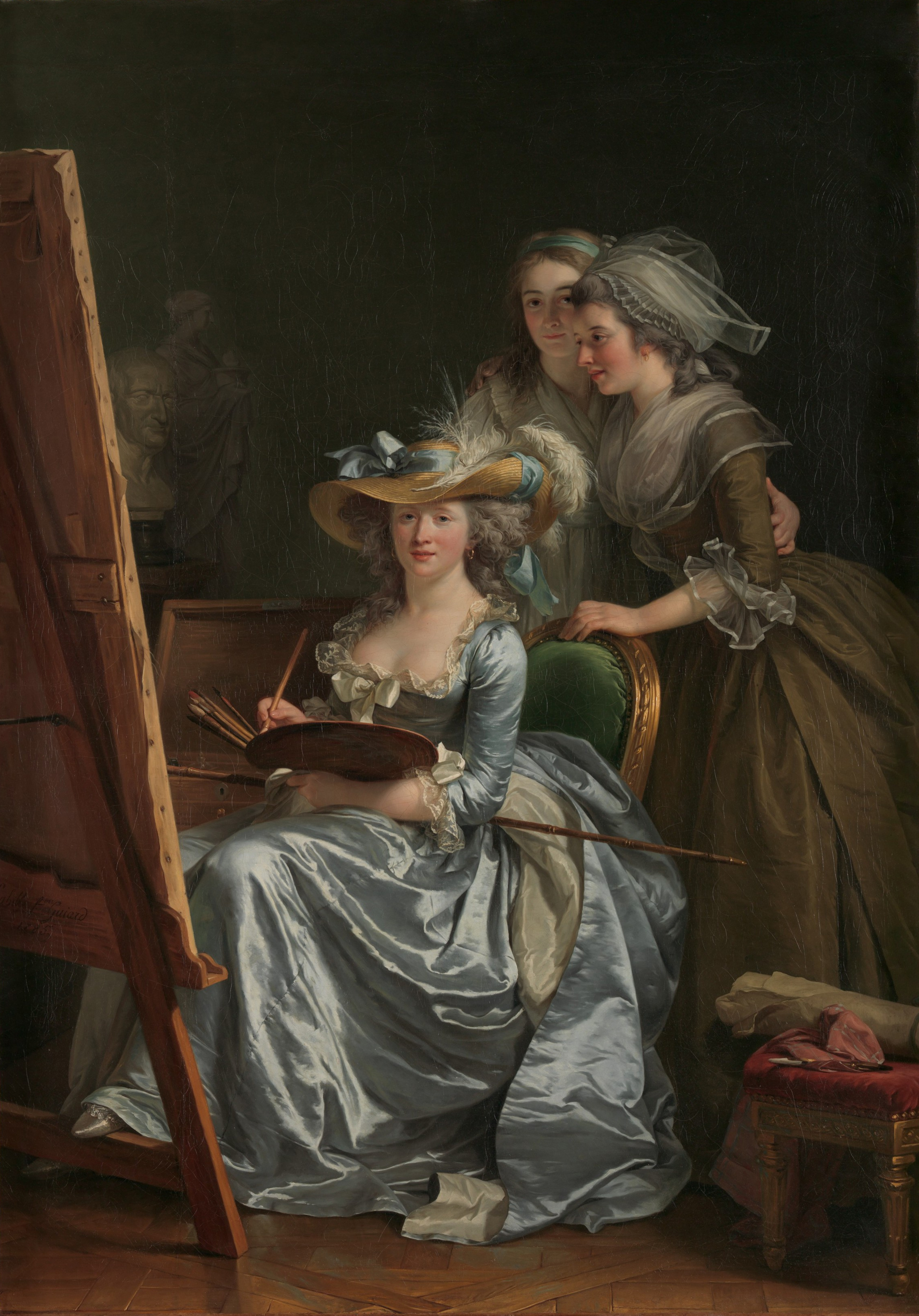
アデライド・ラビーユ＝ギアール、「ふたりの弟子との自画像」、1785。メトロポリタン美術館所蔵。このふたりの弟子はマリー＝ガブリエル・カペとカロー・ド・ロズモンドである。

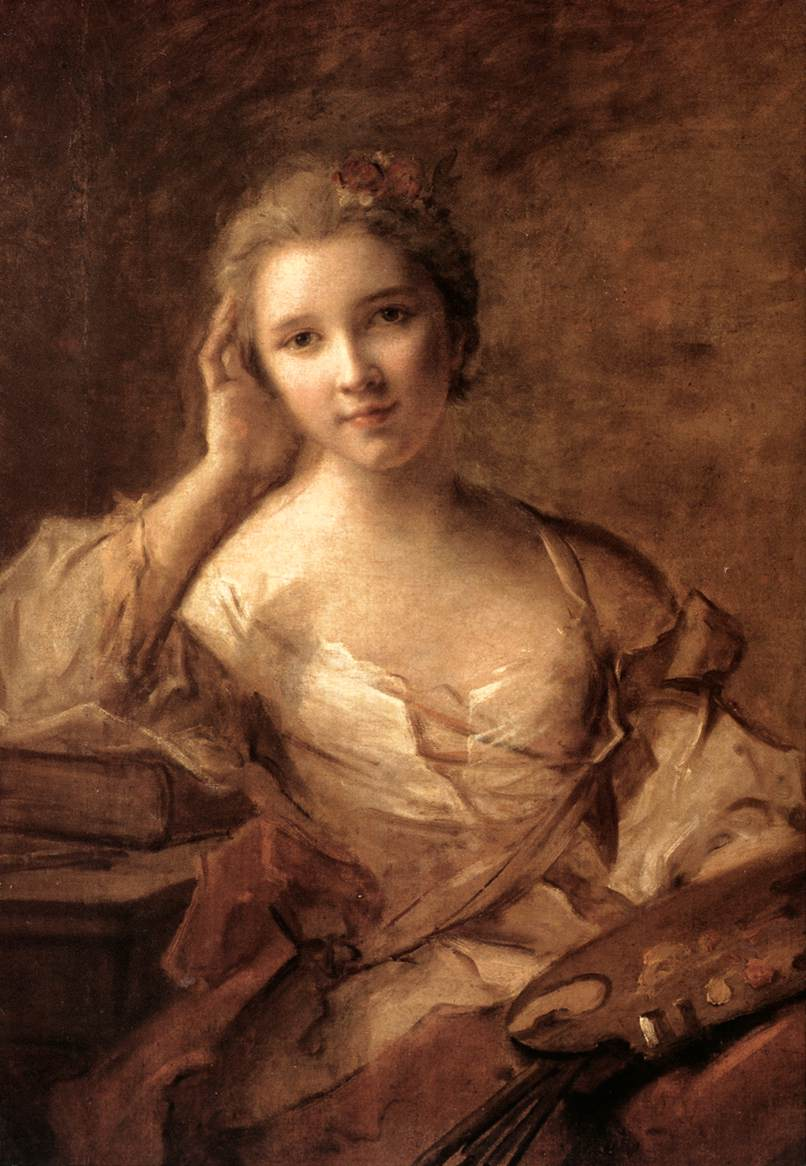
ジャン＝マルク・ナティエ、「若き女性画家の肖像」

女性のアーティスト（芸術家）は、有史以来芸術の創造に携わってきたが、男性にくらべてその作品はしばしば正当な評価を受けてこなかった。女性のアーティストはよくテキスタイルなど特定のメディアにのみ結びつけられてきたが、文化や共同体の特質に応じて、芸術における女性の役割は多様なものであることを理解する必要がある。
主に女性によって担われてきた多くの芸術は工芸であってファインアートではないとされ、芸術史における正典、名作とは見なされてこなかった。
女性アーティストは主流の芸術界においてジェンダーバイアスによる偏見に直面してきた。訓練、旅行、作品の取引、評価などの場面においてしばしば困難な状況に陥ってきたのである。
1960年代末から1970年代にかけて、フェミニストであるアーティストや美術史家がフェミニズムアート運動をはじめたが、この運動は芸術界における女性の役割を考えることに取り組み、美術史における女性を探求することをめざしている。

## 先史時代
先史時代において芸術家がどのような人々であったかわかるような記録は残っていないが、民族誌学者や文化人類学者は新石器時代文化における主要な職人たちはしばしば女性であったと記述している。女性は陶器、テキスタイル、かご、宝石などの制作・加工を行っていた。大きなプロジェクトにおいては協働がふつうであった。
旧石器時代における芸術作品と制作技術についての考古学的探求により、この時代の文化についても同じようなことがわかってきている。この時期の洞窟壁画には大人の女性と男性、子どもの手形が見受けられる。

## 古代

### インド
ミティラーに伝わるミティラー画はヒンドゥー教の文化に根ざした芸術文化であり、3000年ほど前から女性によって担われてきたと考えられている。

### 古典古代のヨーロッパと中東地域
あらゆる芸術において女性が描かれ、女性が芸術家として働く様子も見受けられるが、西洋文化においては特定の個人についての古い記録はめったに残っていない。ホメロス、キケロー、ウェルギリウスは、古代世界におけるテキスタイル、詩、音楽その他の文化活動分野における傑出した女性の役割について言及しているが、芸術家個人について議論することはなかった。
芸術家個人に関するヨーロッパ最古の現存する記録はガイウス・プリニウス・セクンドゥスによるものであり、ティモンの娘であるエジプトのヘレナなど多数の古代ギリシアの女性画家について書き残している。ポンペイにあるアレクサンドロス大王のモザイク画はキティラ島のフィロクセヌスによるものではなく、エジプトのヘレナによるものではないかと考える者もいる。古代ギリシアで活躍していた可能性がある少数の名前がわかっている女性画家のうちのひとりとして、ウェスパシアヌスのフォルムにかかっていたイッソスの戦いの絵を描いたと言われている。
他の女性画家としてはティマレテ、エイレネ、カリプソ、アリスタレテ、キュジコスのイアイア、オリンピアスなどの名が残っている。ほんのわずかしか作例が残っていない赤絵式の古代ギリシアの陶芸作品のうち、ミラノのトルノコレクションに水つぼ(caputi hydria)が入っている。このつぼは紀元前460-450年頃の「レニングラードの絵師」によるものだとされており、工房で男女が一緒に働き、ともに花瓶に絵付けをしているところが描かれている。

## ヨーロッパ

### 中世

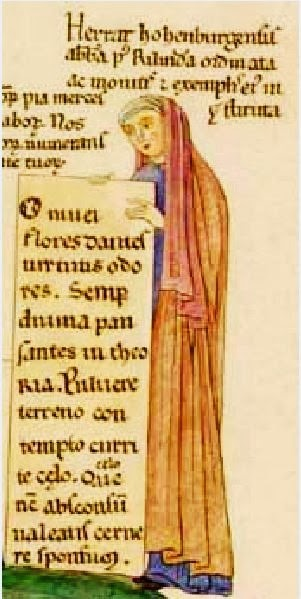
中世ヨーロッパの代表的な女性芸術家であるランツベルクのヘラデによる『よろこびの庭』(Hortus deliciarum)にある自画像、1180年頃
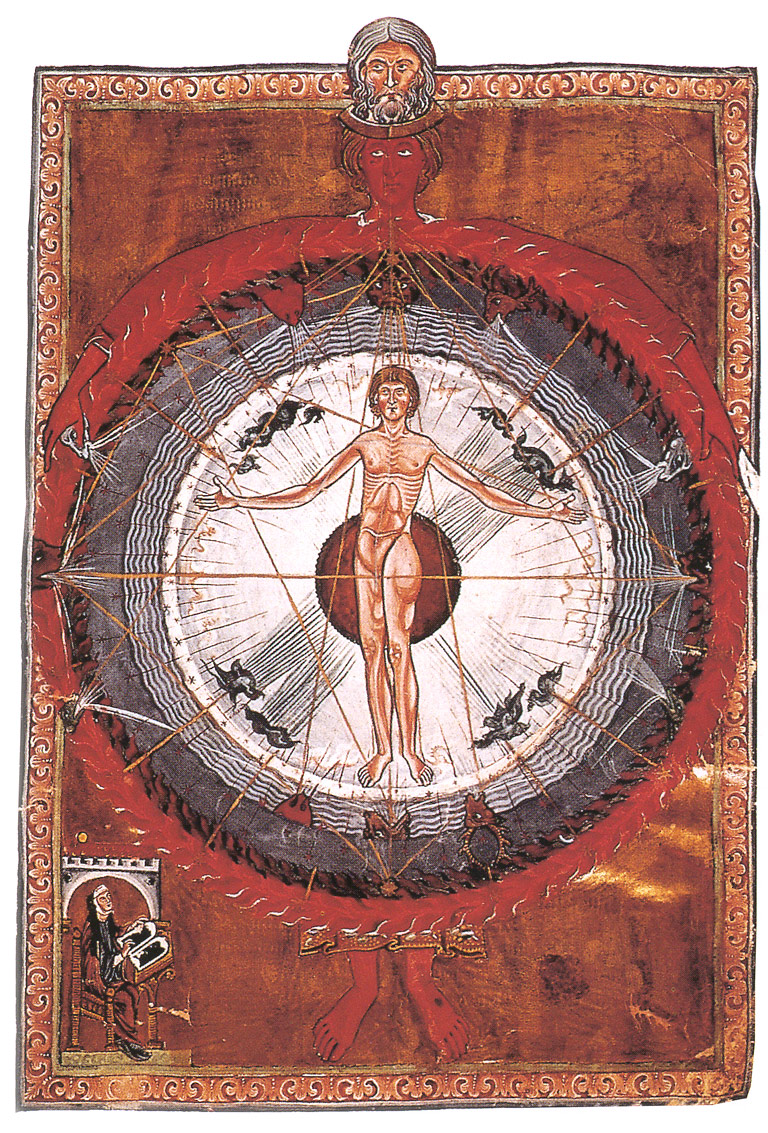
中世ヨーロッパの著名な芸術家、ヒルデガルト・フォン・ビンゲンによる『神の業の書』(Liber Divinorum Operum)より「普遍人」の絵、1165年
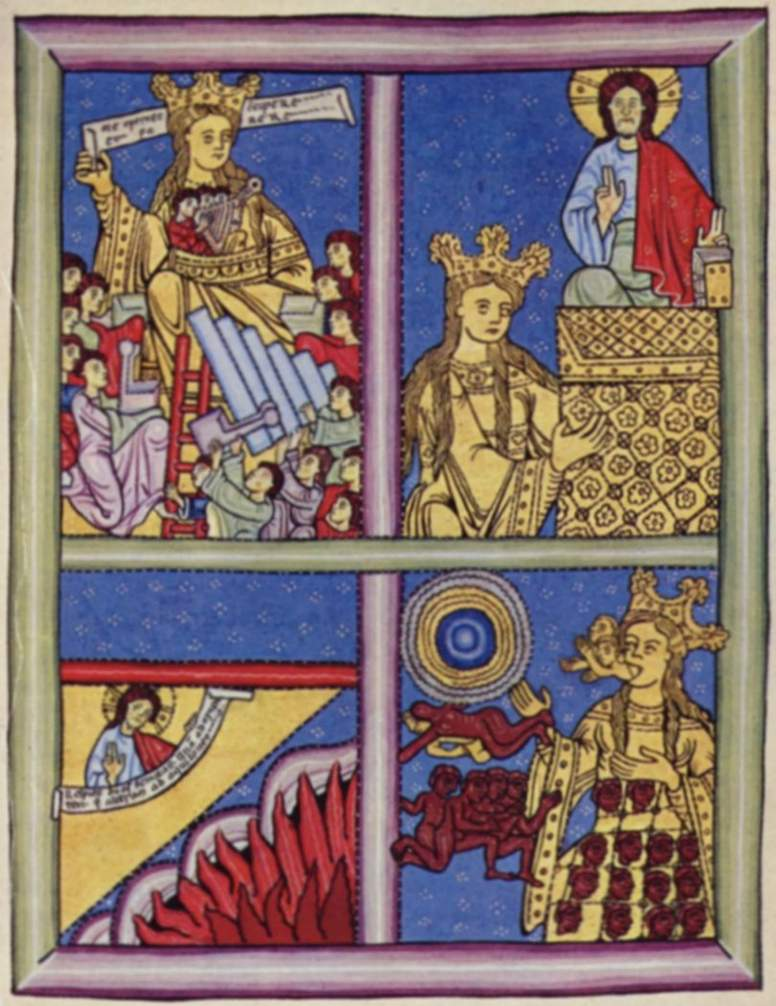
ヒルデガルト・フォン・ビンゲン、『神の業の書』(Liber Divinorum Operum)より「水と精霊の母性」、1165年、Benediktinerinnenabtei Sankt Hildegard, Eibingen (bei Rüdesheim)

中世初期のヨーロッパでは女性はしばしば男性とともに働いていた。この時期の装飾写本の絵、刺繍、柱頭の彫刻などは、女性がこの種の芸術にかかわる例があったことをはっきり示している。女性が醸造家、肉屋、羊毛商、金物屋などとして働いていたことを示す文書もある。女性も含めたこの時期の芸術家は、重労働をしなければならないような仕事に比べるとより社会的に自由があり、少数の人々からなる集団に属していた。女性アーティストは教育のある2つの階級、つまり富裕な貴族階級の女性か修道女であることが多かった。富裕な女性は刺繍やテキスタイルに、修道女は装飾写本作成に携わることが多かった。
当時のイングランド、とくにカンタベリーとウィンチェスターには多数の刺繍工房があった。「イングランドの名品」(Opus Anglicanum)と呼ばれるイングランドの刺繍作品は既にヨーロッパ中で有名であった。13世紀のローマ教皇の財産目録には200以上ものイングランドの刺繍が入っている。刺繍制作に関わっていたのはほぼ全て女性であると考えられている。
中世ヨーロッパの最も有名な刺繍作品はバイユーのタペストリーであり、もともとは70メートルほどの長さだったウールに刺繍されていた。ヘイスティングズの戦いやノルマン・コンクェストを物語る図像からなっている。バイユーのタペストリーは商業的に運営されているプロの工房か、王室・貴族の貴婦人とその召使いたちか、女子修道院のどれかで作成されたと考えられている。14世紀に入ると、ロンドン塔に王室の工房があったという記録があるので、もっと早くから王室関係の工房が存在したかもしれない。
中世の装飾写本については、制作に携わった芸術家の名前が相当に判明してきている。10世紀のスペインの修道女エンデ、12世紀のドイツの修道女グダ、12世紀にバヴァリアの写字室で活動していた平信徒女性のクラリシアなどである。こうした女性たちと、さらに多くの名前のわかっていない装飾写本の絵描きたちは、この時期の女性にとって主要な学問の場、学識ある女性にとって最も安定的に学問を続けられる選択肢であるという女子修道院の性質から恩恵を受けていた。
ヨーロッパの大くの地域では、11世紀のグレゴリウス改革と封建制の勃興により、女性は初期中世にはなかったような多くの拘束に直面するようになった。こうした社会の変化にともない、女子修道院の地位も変わってしまった。ブリテン諸島ではノルマン・コンクェストにより、学識の場である女性が力を得られる場所としての女子修道院が徐々に衰退しはじめた。女子修道院はかつてのように女子修道院長に率いられるのではなく、男子修道院長に従属するものになってしまった。
キリスト教化されていなかったスカンディナヴィア(現在のスウェーデンなど)では、歴史的に記録が確実に残っている唯一の女性ルーン石碑職人(ルーンマスター)、フロガルド・イ・オスビー(Frögärd i Ösby)が1000-1017頃に活躍していた。
しかしながらドイツではオットー朝の支配下で女子修道院が学問の機関としての地位を維持していた。これは女子修道院は王家や貴族出身の未婚女性によって率いられ、そうした女性が多数在籍していたせいでもある。ゆえに中世後期に女性が作成した最も偉大な芸術作品はドイツで作られたものである。ランツベルクのヘラデやヒルデガルト・フォン・ビンゲンはその代表例である。
ヒルデガルト・フォン・ビンゲン(1098–1179)はとりわけ中世ドイツの知識人・芸術家の好例である。ヒルデガルトは『神の業の書』(Liber Divinorum Operum)、『生命の功徳の書』(Liber Vitae Meritorum)、65曲の讃美歌、奇跡劇、さまざまな樹木・植物・動物・鳥類・魚類・鉱物・金属に関する長い論考からなる9冊の著書を書いている。ヒルデガルトは若年より幻視を体験したと述べていた。ローマ教皇庁は女子修道院長ヒルデガルドによるこうした主張を認め、ヒルデガルトの重要な知識人としての地位はいっそう高まった。こうした幻視はヒルデガルドの重要な著作である1142年の『道を知れ』"Scivias"の一部となった。この著作は救済史を語り彩る35の幻視の絵物語からなっている。『道を知れ』の写本画は、最初の絵によく表れているように、ヒルデガルトがビンゲン・アム・ラインの修道院で幻視を体験しているところを描いている。ヒルデガルトの写本画は明るい色、線の強調、単純な形態などの特徴が同時期のドイツの他の作品と大きく異なっている。ヒルデガルト自身がこうした絵を描いたとは考えにくいが、こうした絵の特性からしてヒルデガルトの密接な監督のもとで写本が作成されたと考えられる。
12世紀にはヨーロッパにおいて、商業・旅行・大学の勃興とともに都市が栄えるようになった。こうした社会の変化により、女性の生活にも変化が起こった。女性は寡婦になると夫のビジネスを取り仕切ることができるようになった。ジェフリー・チョーサーの『カンタベリー物語』に出てくるバースの女房はそうした例である。この時期、女性は職人ギルドへの参加を許されることもあった。ギルドの記録によると、女性はとくにフランダースと北フランスのテキスタイル産業で活躍していた。中世写本は糸つむぎをする女性の絵をマージナリア(欄外の絵)に多く描いている。イングランドの女性は、引き続き聖俗両方の用途に使われる布や多様な掛け布類に豪奢な刺繍をほどこす「イングランドの名品」を作り続けていた。写本彩色においても女性はさらに活躍するようになった。メートル・オノレの娘やジャン・ル・ノワールの娘のように、多くの女性は夫や父と一緒に仕事をしたと考えられている。
13世紀にはほとんどの装飾写本が商業的な工房によって制作されるようになり、中世の終わりまでには写本作成がいくつかの地域で重要な産業となった。とくにパリなどでは、この頃には女性は雇われる芸術家・初期の過半数をしめていたと考えられる。印刷の導入と、それにともなって本を装飾する技術が手書きの絵から木版画やエングレービングなどの製版技術に移行したことにより、女性はほとんど本の装飾に関わらなくなっていった。これは女性芸術家の活躍という点では後退であった。

### ルネサンス

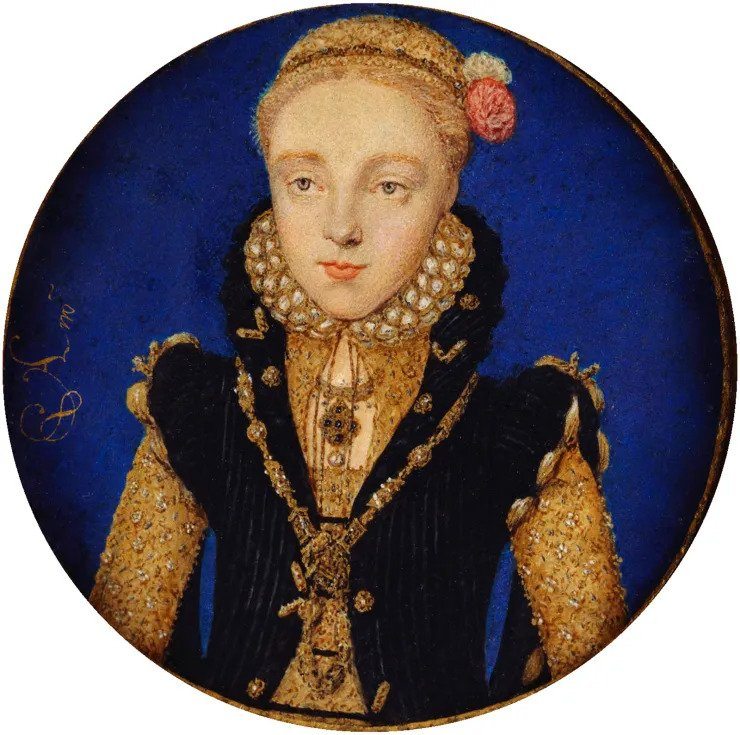
ルヴィナ・テーリンク、「エリザベス1世の肖像」、1565年頃
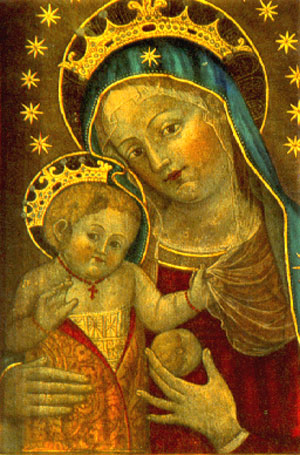
ボローニャの聖カタリナ作の「聖母子」、1440年頃。聖カタリナは芸術家の守護聖人である。
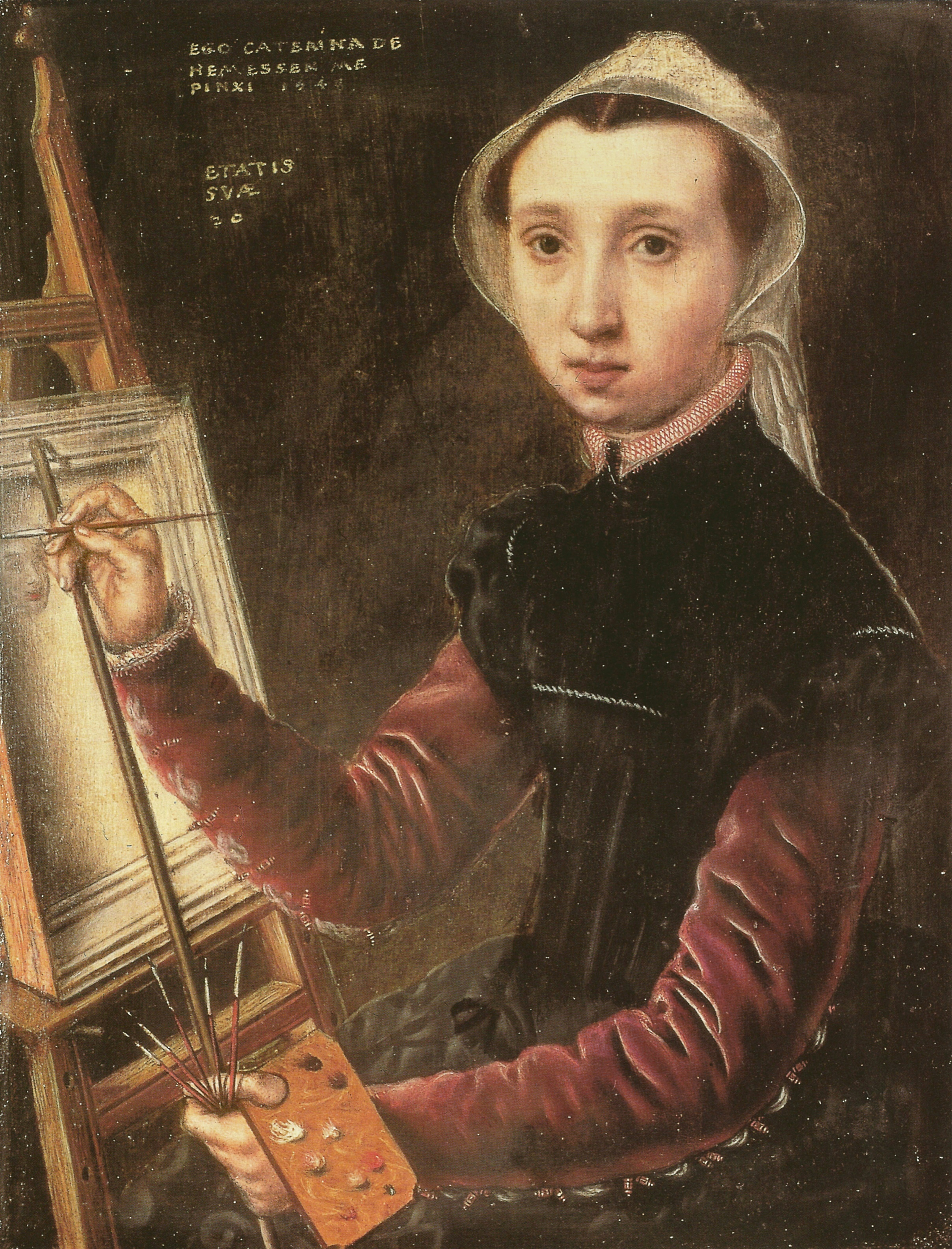
カタリナ・ファン・ヘメッセン、「自画像」、1548年
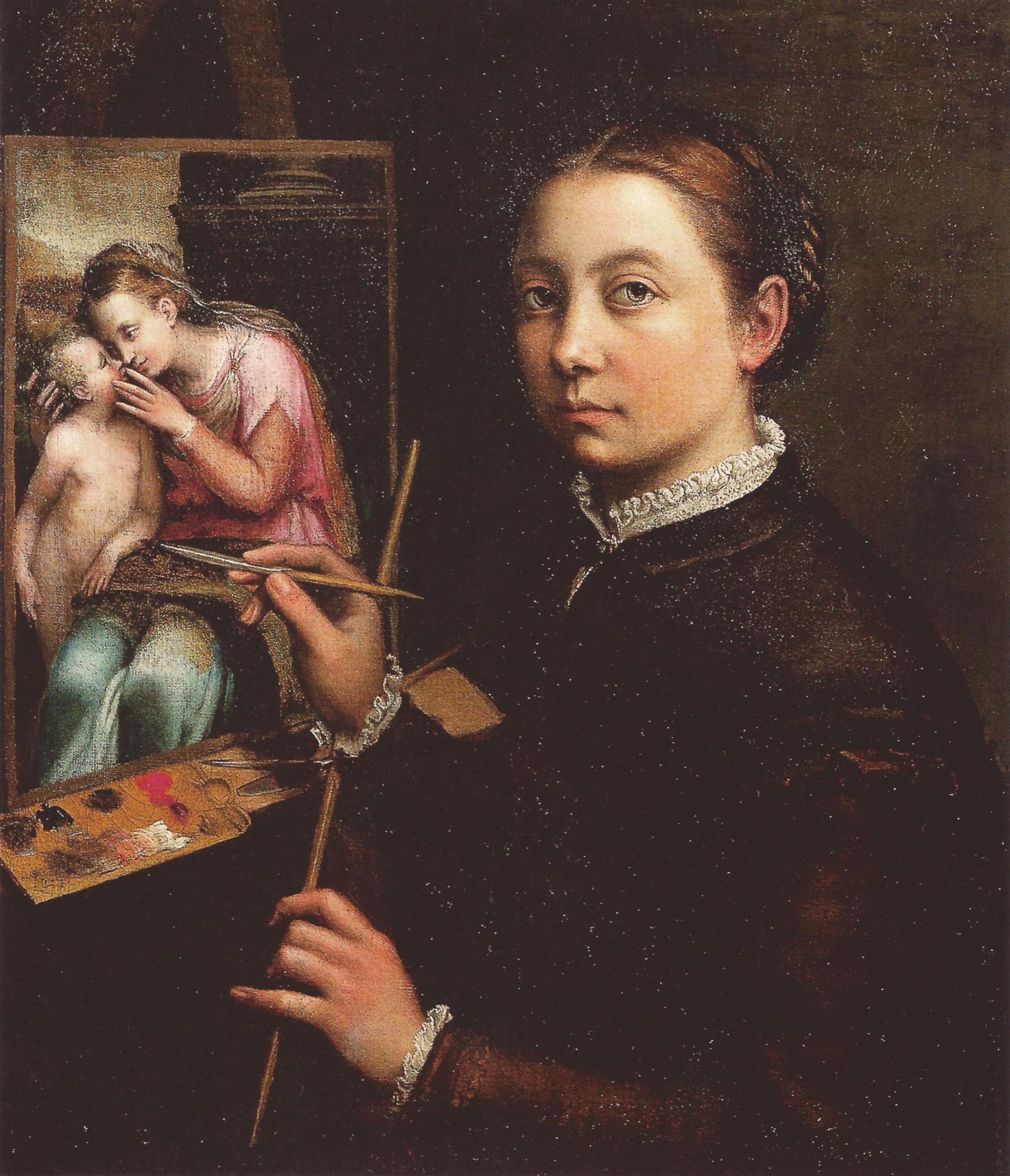
ソフォニスバ・アングイッソラ、「自画像」、1554年
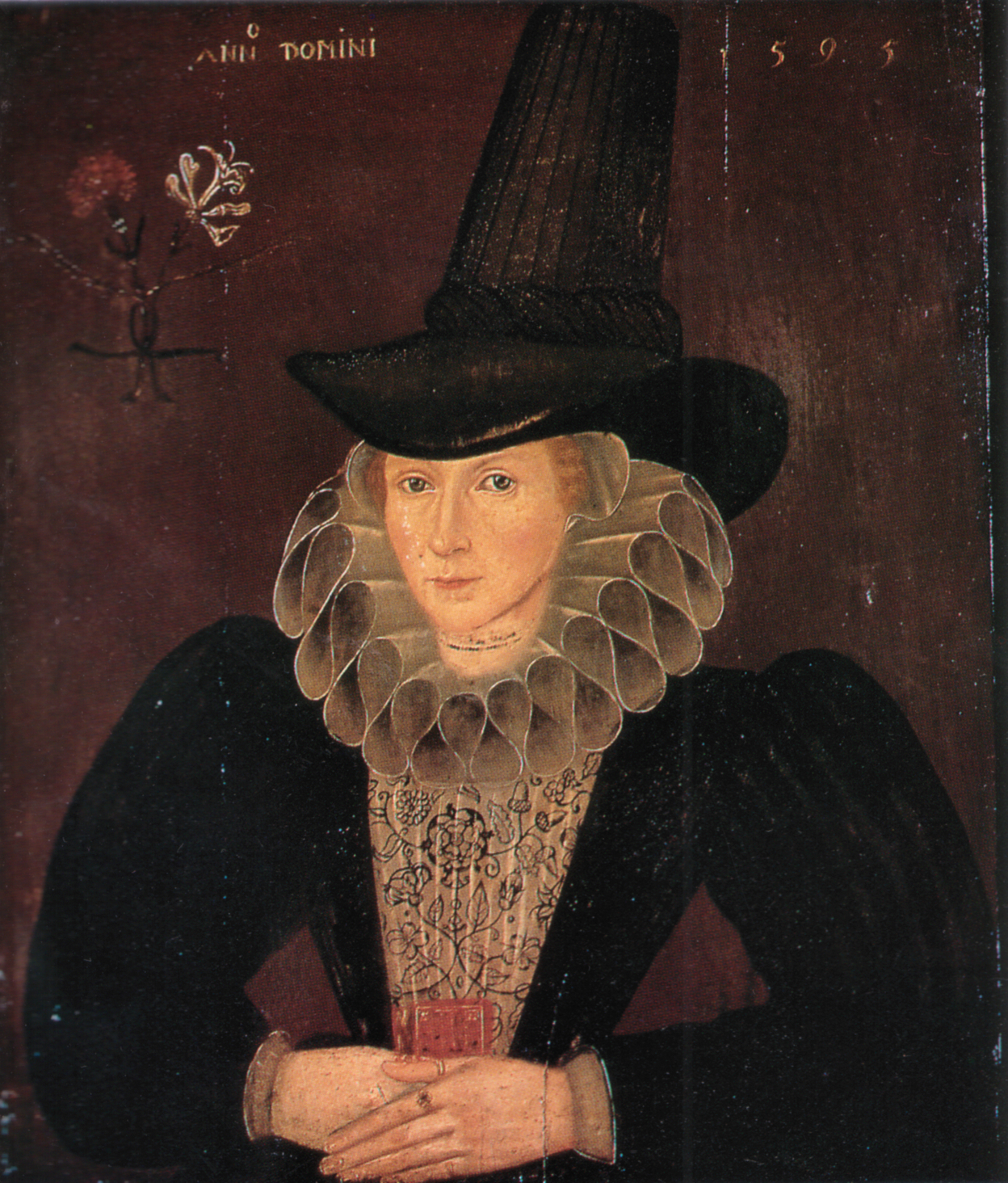
エスター・イングリス、「自画像」、1595年
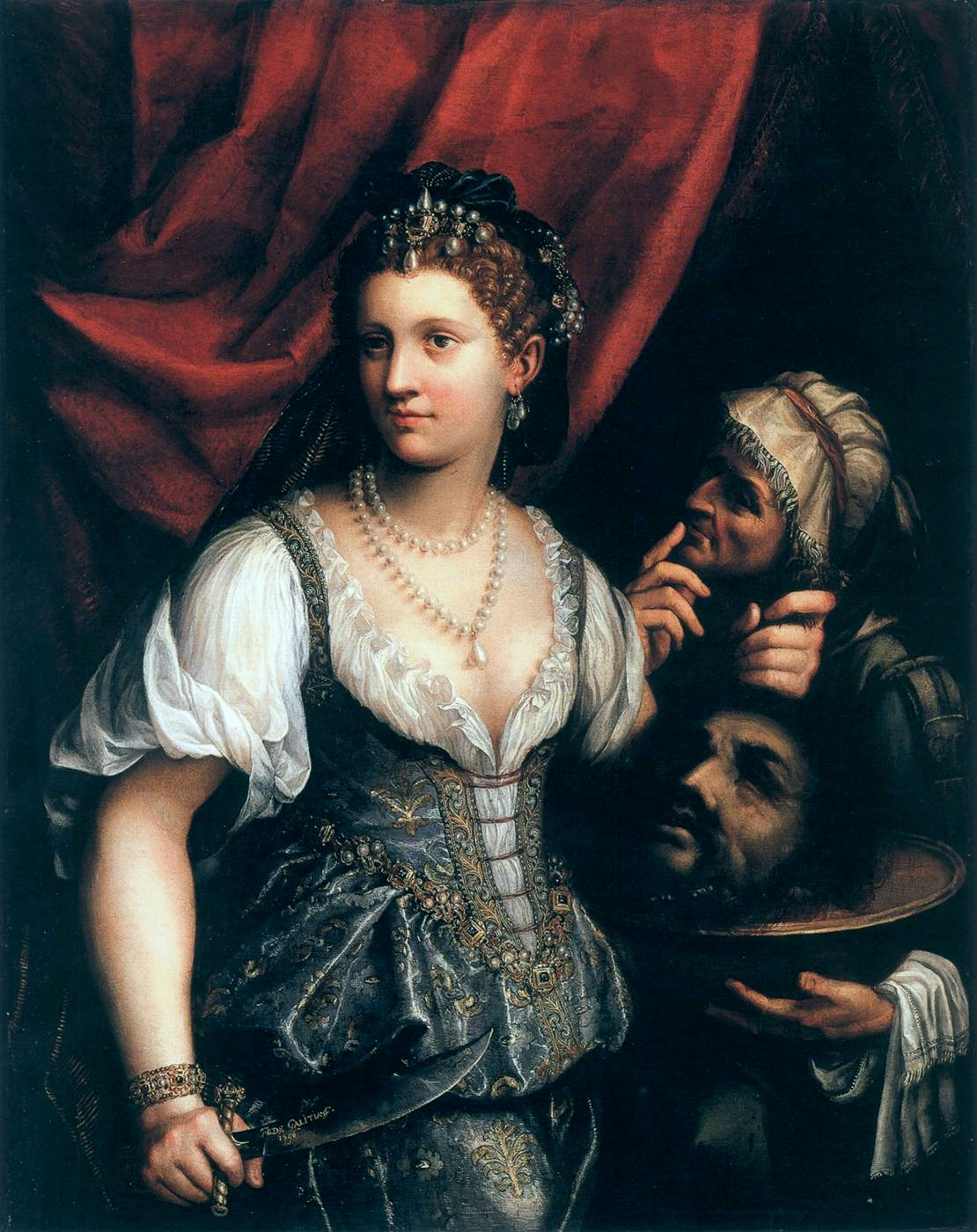
フェーデ・ガリツィア、「ホロフェルネスの首を持つユーディット」、1596年。ユーディットは自画像と考えられる。
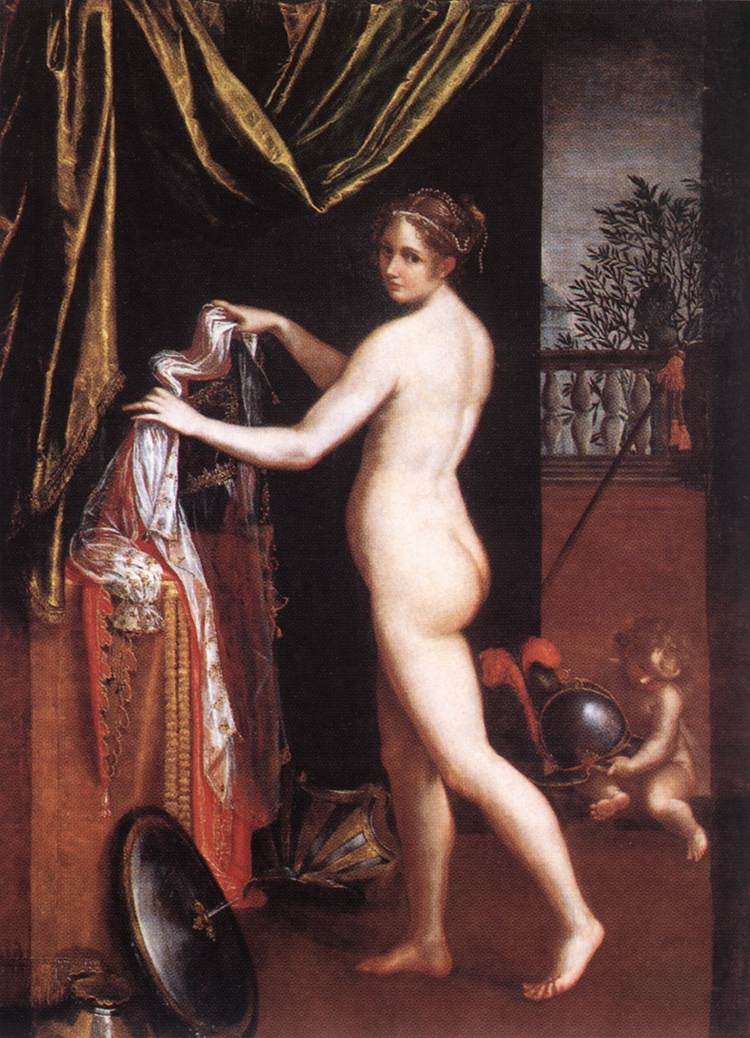
ラヴィニア・フォンターナ、「身繕いをするミネルウァ」、1613年、ボルゲーゼ美術館、ローマ
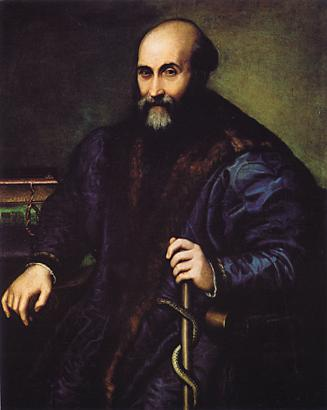
ルチア・アングイッソラ、「クレモナの医師」、カンバス・油彩、1560年、プラド美術館、マドリード

ルネサンスは西洋史において多数の世俗的な女性芸術家が初めて国際的評価を得た時期である。大きな文化変動の発生により、この時期に女性芸術家が活躍しはじめた。人文主義の動きはこうした変化のひとつであり、全ての人間の尊厳を訴える哲学としてルネサンスの思想の中心となり、女性の地位向上にもいくぶんかは助けとなった。さらに、一般的に芸術家の個人としてのアイデンティティが以前より重要であると見なされるようになった。この時期には、重要な芸術家であるのに名前や身元が後世に残らないということは事実上ほとんどなくなった。
『名婦列伝』(De Mulieribus Claris)や『女の都』(Le Livre de la Cité des Dames)はこうした文化的変化を彩る重要なテクストである。14世紀の人文主義者ジョヴァンニ・ボッカチオは女性の伝記集である『名婦列伝』を書いた。104の伝記の中には古代ギリシアの花瓶絵付け師であるタマールが登場する。不思議なことに、15世紀の『名婦列伝』の装飾写本には、タマールは自画像か、あるいは聖母子の小さな画像を描いている人物として描かれている。
クリスティーヌ・ド・ピザンは中世後期の傑出したフランスの作家・弁論家・批評家であり、『女の都』を1405年に書いた。『女の都』は男性の中傷を逃れて自立した女性が暮らす都市に関する寓意的な作品である。作品は現存していないが、当時パリで最も優れた装飾写本絵師と考えられていたアナスタシアなど実在の女性芸術家も登場する。
他にも人文主義者の著作でイタリア女性の教育促進に貢献したものはある。最も有名なのは16世紀イタリアの人文主義者バルダッサーレ・カスティリオーネの『宮廷人』(Il Cortegiano)である。この大好評を博した著作は、男女は社交にまつわるさまざまな技芸について教育を受けるべきだと述べていた。この著作の影響により、女性が視覚芸術、音楽、文芸に携わることが受け入れられるようになっていった。カスティリオーネの影響力のおかげもあって、ルネサンスの時代においてこの時期にはじめて貴族の女性が絵画を本格的に学ぶことができるようになっていった。
ソフォニスバ・アングイッソラは人文主義的教育から恩恵を受けた最初の世代で画家として名声を博するようになった小貴族のうち、最も芸術家として成功した女性である。
貴族出身でない芸術家も人文主義の興隆のおかげで良い影響を受けた。伝統的な主題の他に、ラヴィニア・フォンターナやカタリナ・ファン・ヘメッセンのような芸術家が単に画家としてだけではなく音楽家や学者としても自画像を描くようになり、それによって自らの博学を強調した。
人文主義の興隆とともに、職人から芸術家へという変化が起こった。芸術家は以前の職人と異なり、今や透視図法、数学、古典古代の芸術、人体に関する研究についての知識を持つよう期待されていた。ルネサンス後期には芸術家の訓練は親方の工房からアカデミーへと移行した。このため、女性は19世紀末まで、長きにわたってこうした訓練を正規に受けるための戦いをすることとなった。
人体についての習作作成には男性のヌードや死体の観察が必要とされた。多数の人々が出てくる場面をリアルに描くにはこれが必須の背景知識と考えられていた。男性ヌードを描く訓練は女性にはほぼ禁止されており、ゆえにそうした場面を描く絵からは閉め出されていた。最も権威があるとされている大規模な宗教画の注文を受けるためには、こうした裸体描写の力が必要とされていた。多くの貴族の女性はなんらかの芸術の訓練を受けることができたが、男性ヌードのモデルを描いて力をつけることはできなかったので、ほとんどは芸術のキャリアより結婚を選んだ。たとえば、ソフォニスバ・アングイッソラの2人の姉妹はそうした。
この時期に芸術家として認められた女性は修道女か芸術家の娘であった。15世紀にイタリアで芸術家として頭角を現した数名の女性のうち、現在でも知られている人々は女子修道院と結びつきがあることが多い。こうした修道女である芸術家としては、やがて列聖されるボローニャのカタリナ、パオロ・ウッチェロの娘アントニア・ウッチェロ、バルバラ・ラニョーニなどがいる。15-16世紀にかけて、若干なりとも成功した女性芸術家の大多数は画家の娘であった。これは父の工房で訓練を受けることができたためである。父から訓練を受けた女性芸術家の例としては、画家のラヴィニア・フォンターナ、細密画家レヴィーナ・テールリンク、肖像画家カタリナ・ファン・ヘメッセンなどがいる。貴族出身でないこうした芸術家も人文主義の興隆のおかげで良い影響を受け、ラヴィニア・フォンターナやカタリナ・ファン・ヘメッセンのような画家は伝統的な主題にとどまらず、単に画家としてだけではなく音楽家や学者としても自画像を描くようになり、それによって自らの博学を強調した。
この時期のイタリアの女性芸術家は、家族によって訓練を受けることができたとしても特例といえるような存在であって、女性が家族の仕事を引き継ぐような教育を受けることは珍しいことであった。しかしながら、ヨーロッパの特定の地域、とくに北フランスやフランダースでは、男女問わず子どもに父親の職業を継がせるのがもっとふつうに行われていた。実際、ネーデルラント地域では女性にはもっと自由があり、ルネサンスの時期に多数女性芸術家が存在した。たとえば、ブルッヘの聖ルカ組合の記録によると、女性が訓練中の弟子として認められており、そればかりか1480年代までにはメンバーの25％程度が女性であった。多くはおそらく装飾写本の画家と考えられる。

### バロック

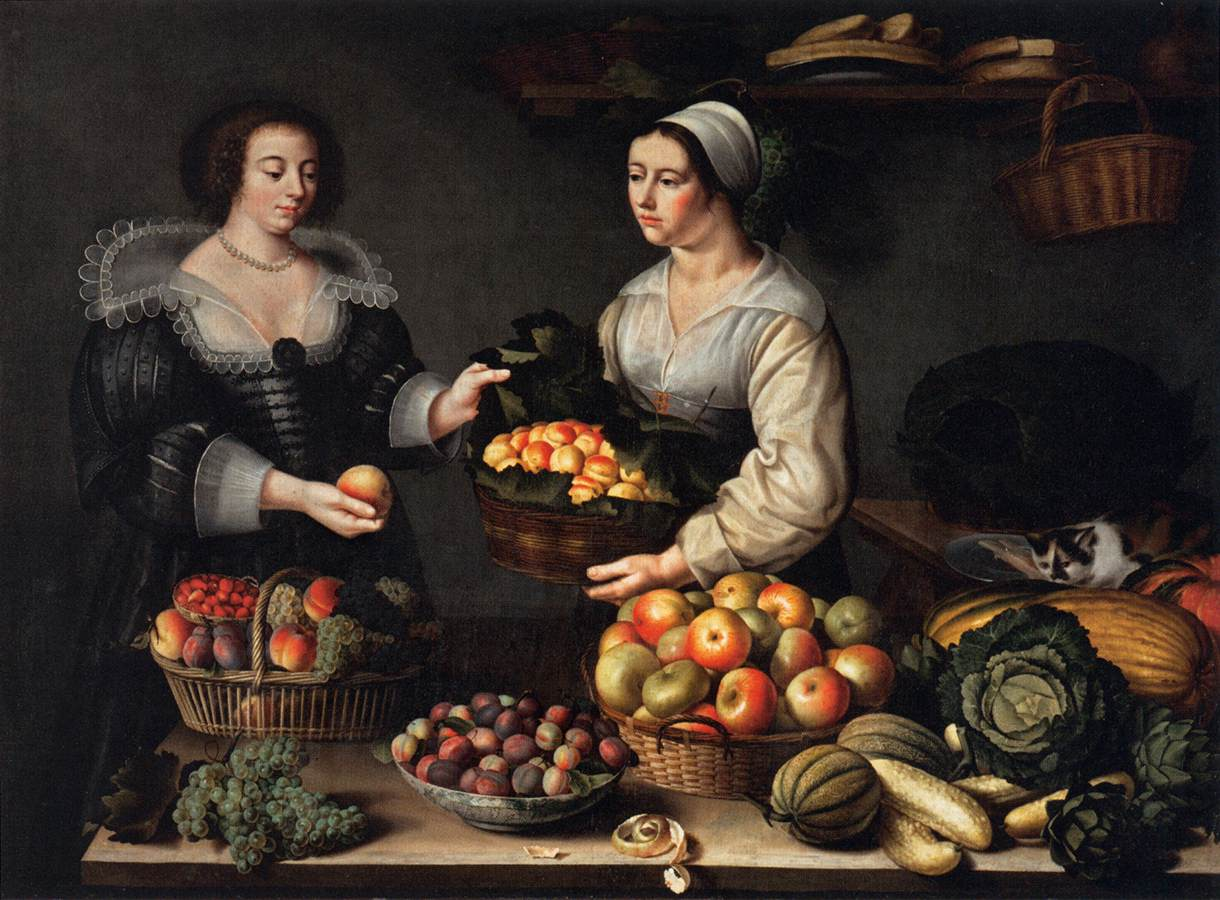
ルイーズ・モワヨン、「果物売り」、1631年、 ルーヴル美術館
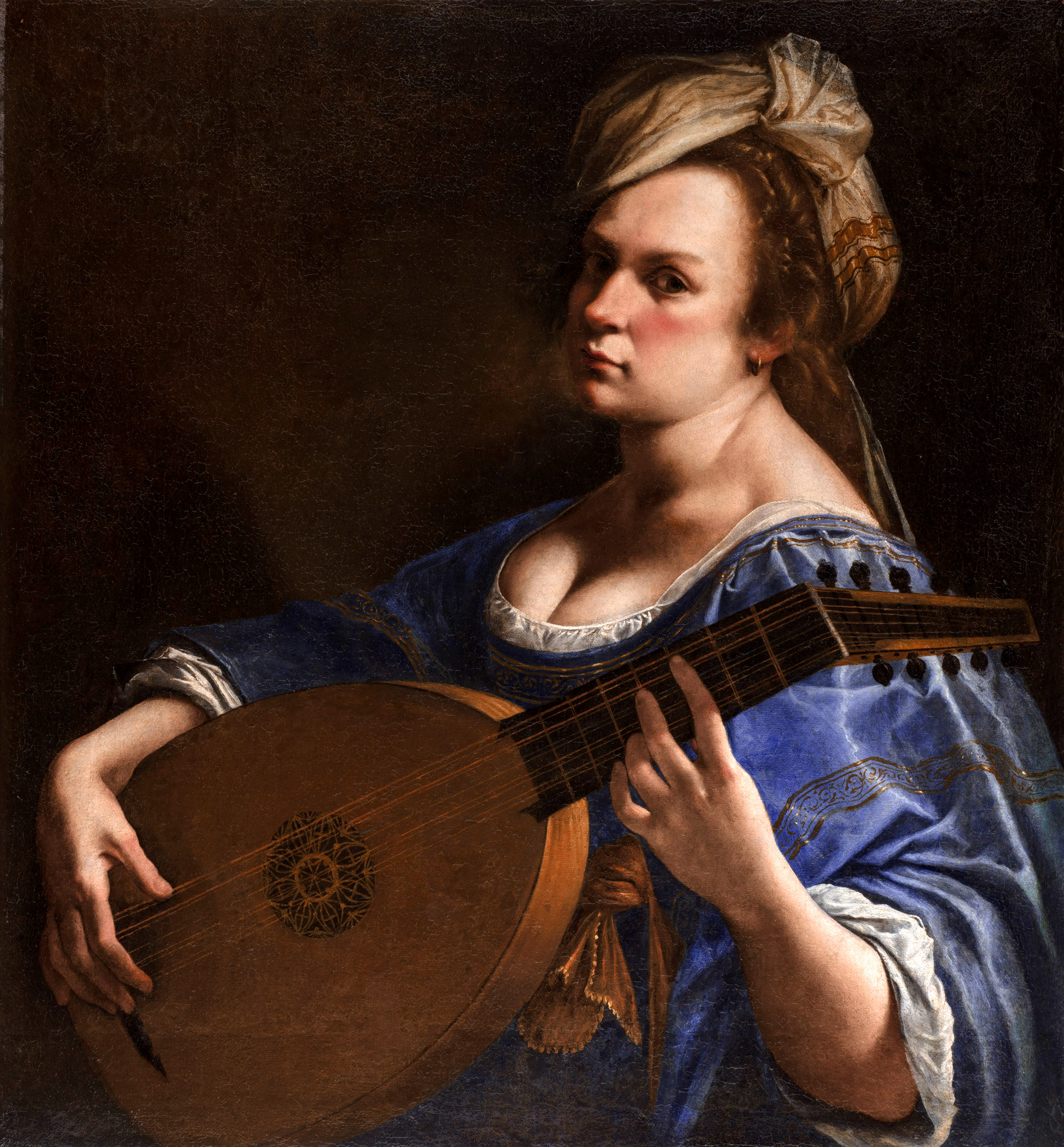
アルテミジア・ジェンティレスキ、「リュート奏者としての自画像」、1615-1617年頃、カーティスギャラリー、ミネアポリス
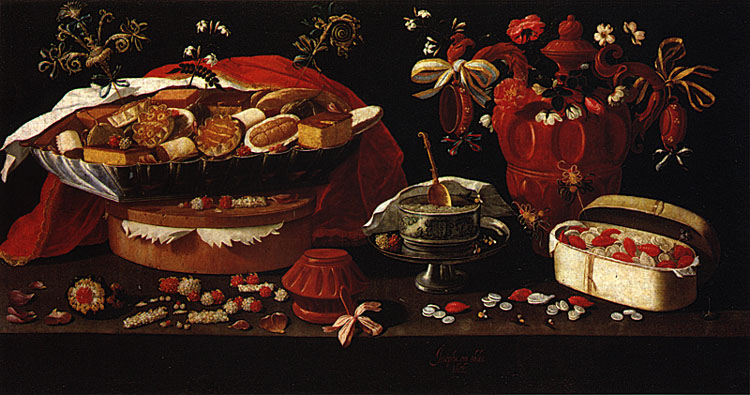
ヨゼファ・デ・オビドス、「静物」、1679年頃、サンタレン、公立図書館
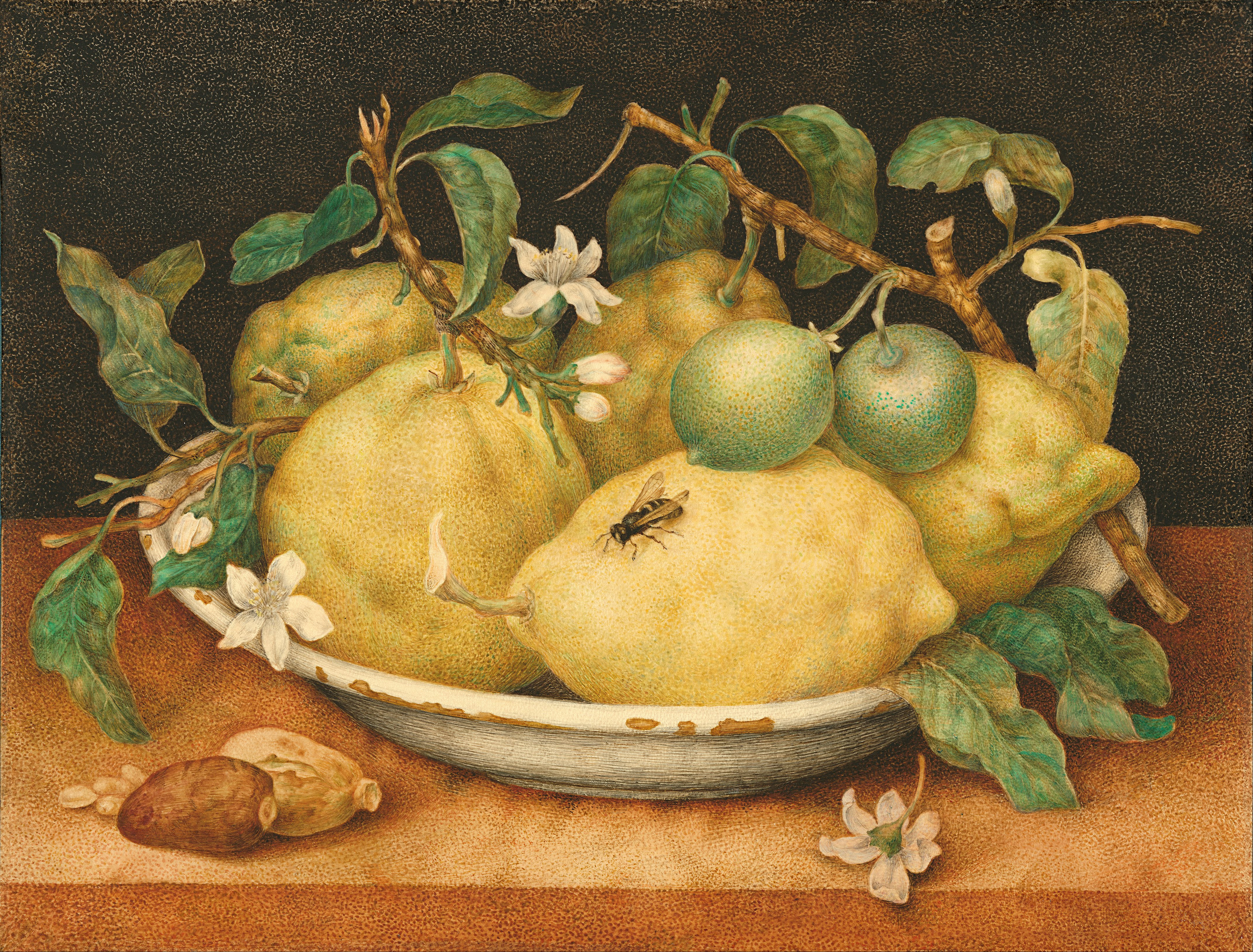
ジョヴァンナ・ガルツォーニ、「レモンのボウルのある静物」、1640年、ヴェラムにテンペラ、J・ポール・ゲティ美術館、パシフィック・パリデーズ、ロサンゼルス、カリフォルニア州
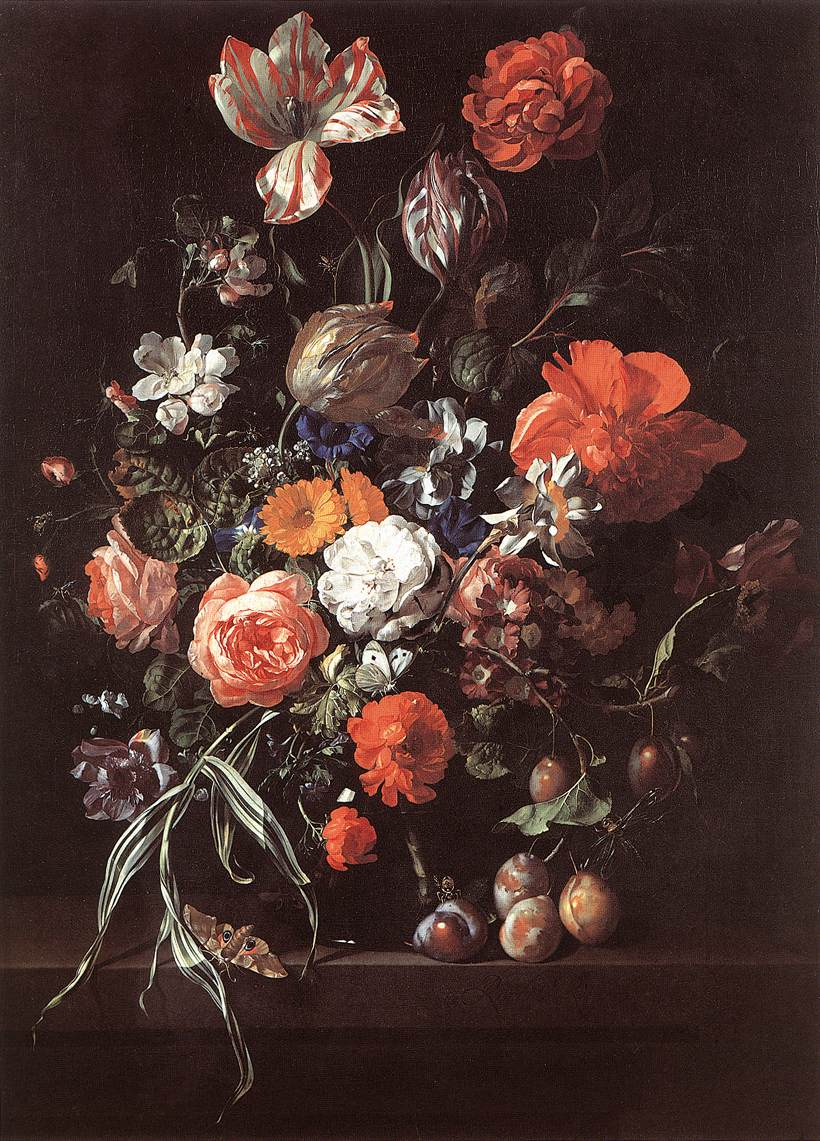
ラッヘル・ライス、「花とプラムのある静物」、カンバスに油彩、ベルギー王立美術館、ブリュッセル
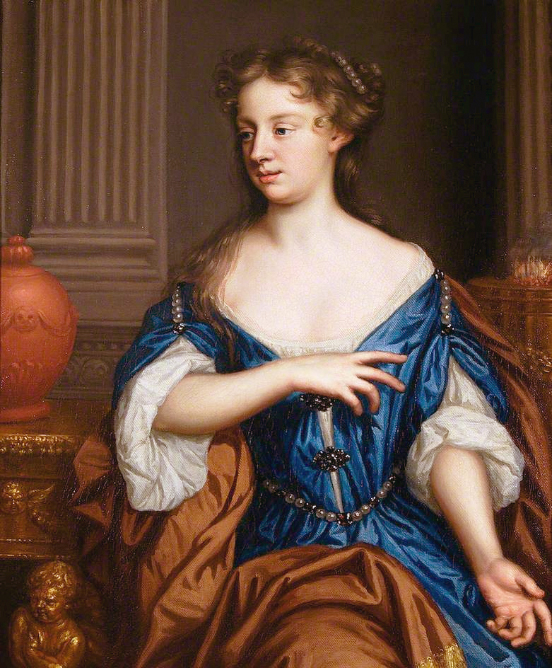
メアリー・ビール、「自画像」、1675–1680年頃
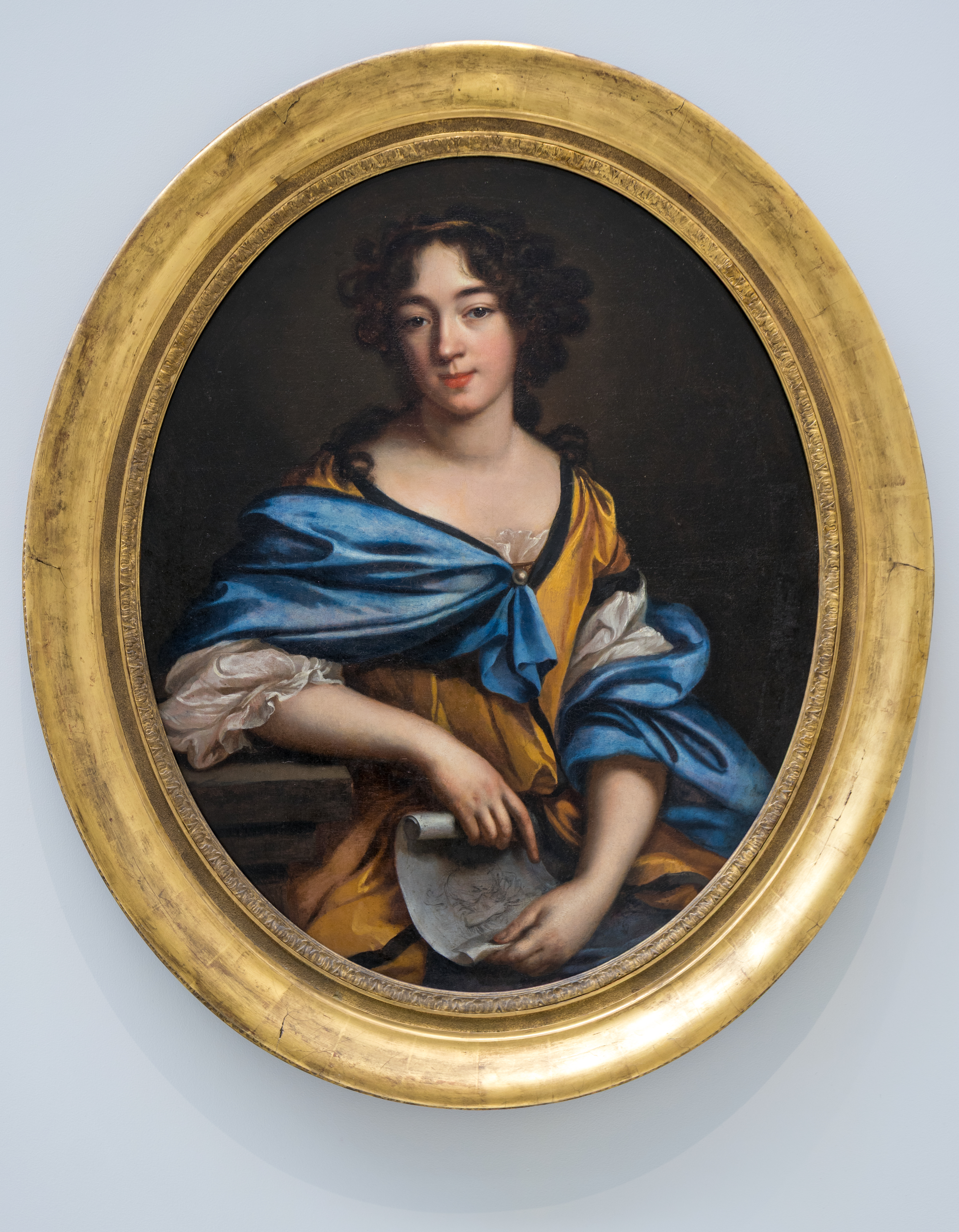
エリザベート・ソフィ・シェロン、「自画像」、1672年
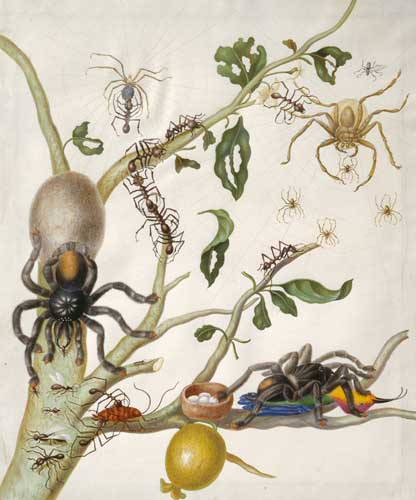
マリア・ジビーラ・メーリアン、『スリナム産昆虫変態図譜』(1705)より、クモの図

ルネサンス同様、バロック期の女性芸術家も多くは芸術家の家族の出身であった。アルテミジア・ジェンティレスキはこの良い例である。父であるオラツィオ・ジェンティレスキから訓練を受け、父が受けた注文の多くを一緒に制作した。スペインの彫刻家ルイーザ・ロルダンは父であるペドロ・ロルダンの彫刻工房で修行した。ドイツの画家・科学者で昆虫や植物の絵で有名なマリア・ジビーラ・メーリアンの実父は版画工マテウス・メーリアン、継父も画家のヤコブ・マーレルである。

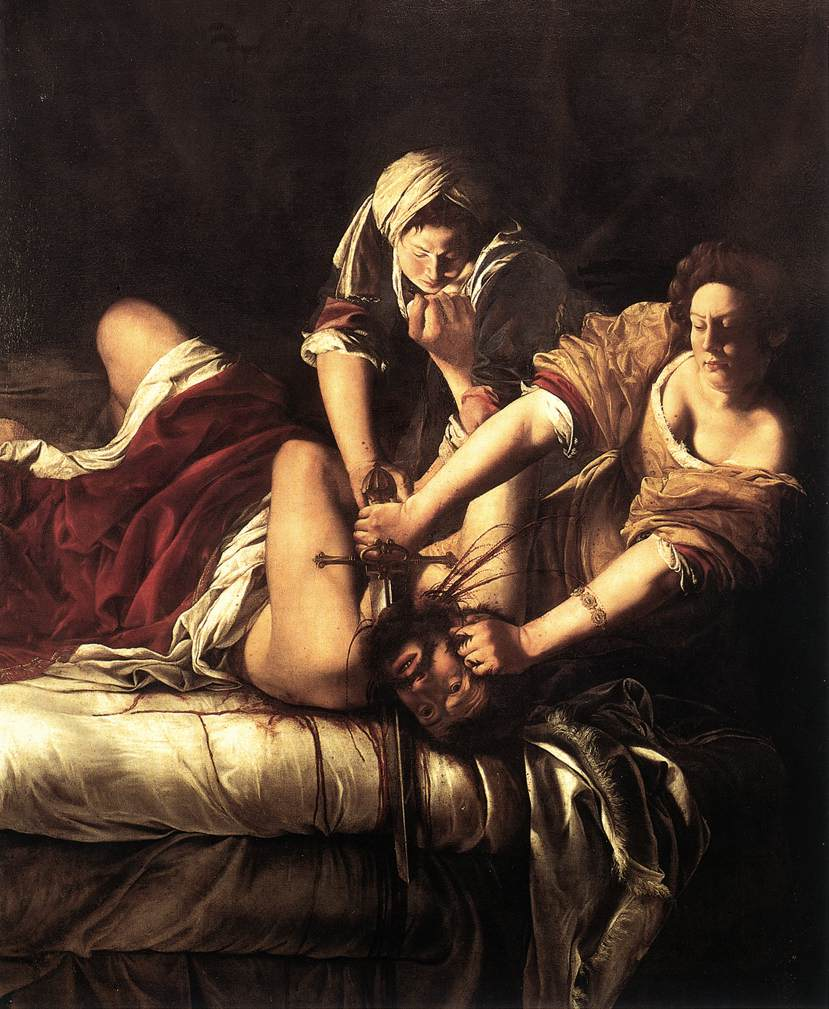
アルテミジア・ジェンティレスキ、「ホロフェルネスの首を斬るユーディット」
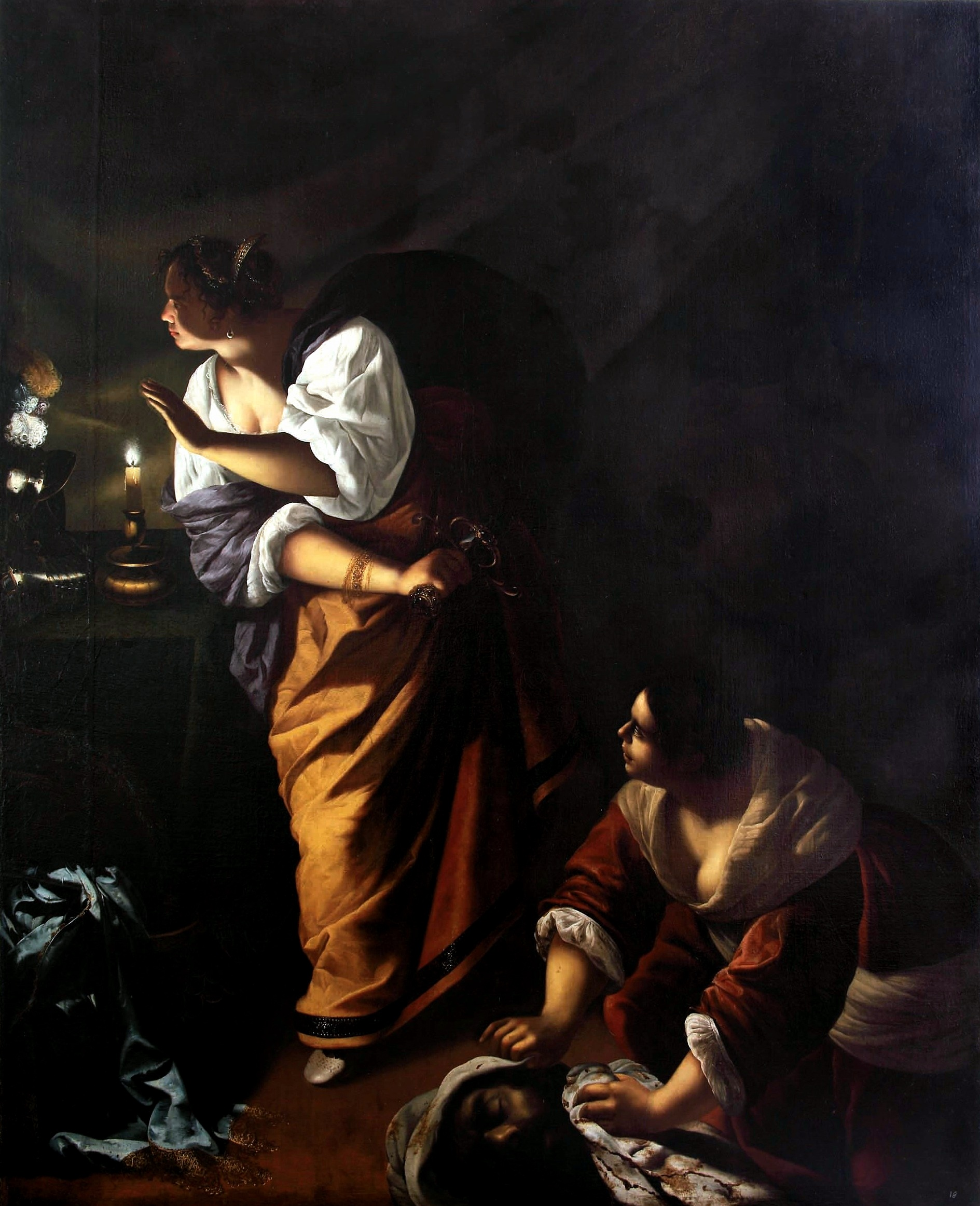
アルテミジア・ジェンティレスキ、「ホロフェルネスの首を持つ侍女アブラとユーディット」

この時期の女性芸術家は、芸術において女性が描かれる方式に変化をもたらしはじめた。バロック期に活動した多くの女性芸術家は男性ヌードモデルを描く訓練は受けられなかったが、女性の身体については非常に詳しかった。エリザベッタ・シラーニのような女性画家は、超然としたミューズではなく自意識のある存在としての女性像を描いた。こうした新しい表現の最良の例はアルテミジア・ジェンティレスキの「ホロフェルネスの首を斬るユーディット」であり、ユーディットは自らの運命を自ら決める力強い女性として描かれている。サンドロ・ボッティチェッリのような男性画家やもっと伝統的な女性画家であるフェーデ・ガリツィアは同じ画題でユーディットを受動的に描いているが、ジェンティレスキは新しい手法を用いてユーディットを間近にある困難に立ち向かう有能な行為者として表現した。アクションがこの絵の精髄であり、その場を去るユーディットを描いたジェンティレスキのもう一枚の絵にも類似点が見られる。
1600年頃から、とくにネーデルラントで静物画が重要なジャンルとして画壇に登場してきた。女性はこの絵画トレンドの最先端に参加した。女性は静物画の画題となる素材をすぐ入手できるため、このジャンルはとくに女性向きであった。北部でこうした静物画を描いた画家としてはクララ・ペーテルスがおり、"banketje"と呼ばれる朝食や、豪奢な品物を並べた絵を描いた。マリア・ファン・オーステルウェイクは国際的に知られた花の画家であった。ラッヘル・ライスは視覚的緊張感のある花の絵を描く画家であった。他の地域では静物画はそこまで人気ではなかったが、羊皮紙に写実的な野菜の絵を描くジョヴァンナ・ガルツォーニや、明るく光沢のある色が特徴の果物の静物画を描くルイーズ・モワヨンなどがいる。

### 18世紀のアカデミー

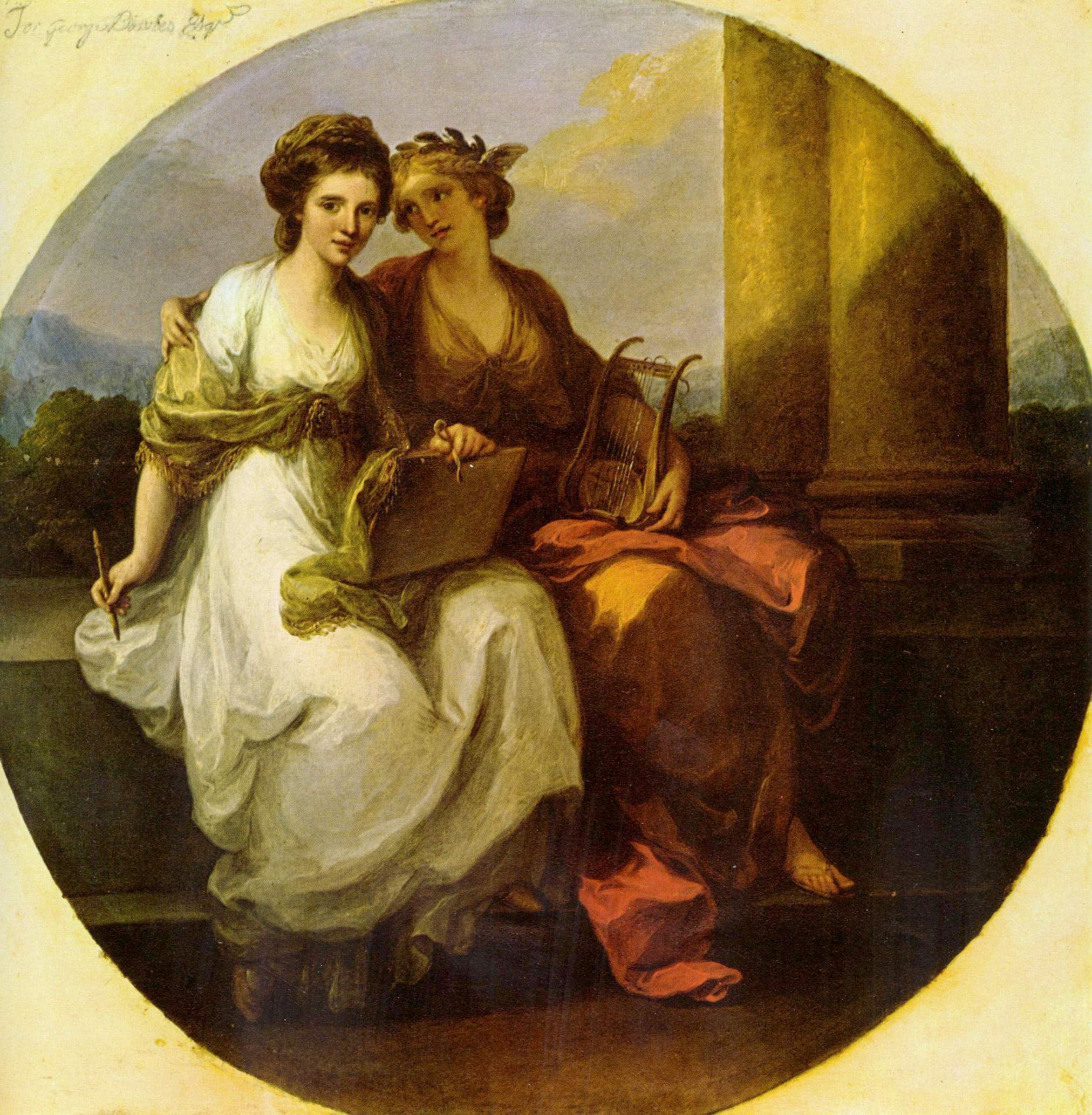
アンゲリカ・カウフマン、「文学と絵画」、1782年、ケンウッド・ハウス
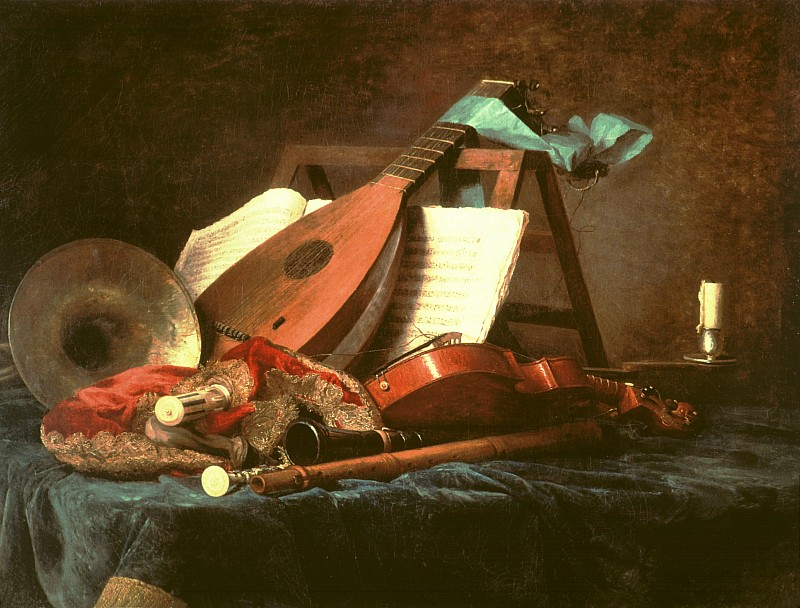
アンヌ・ヴァライエ＝コステル、「音楽のアトリビュート」、1770年
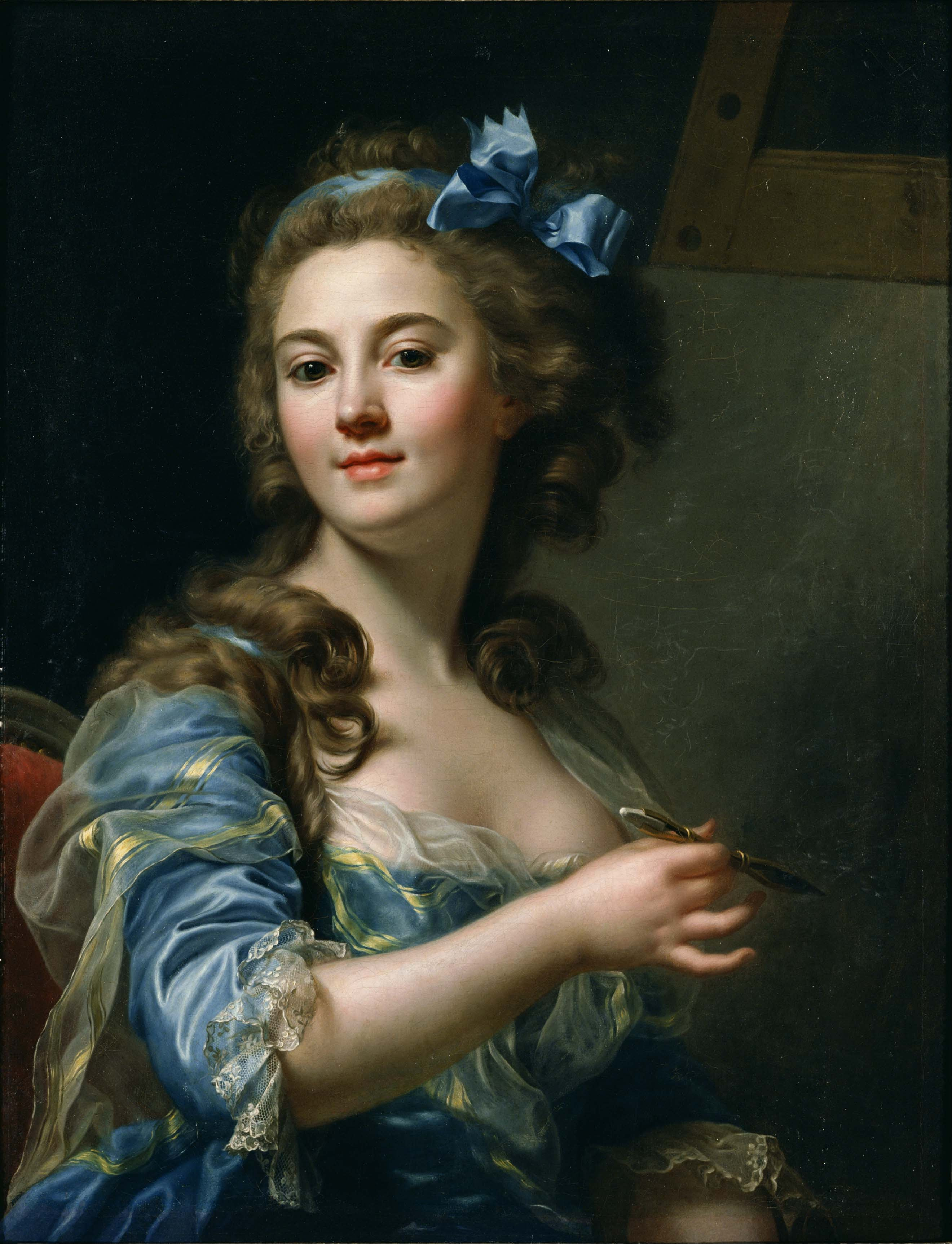
マリー＝ガブリエル・カペ、1783年
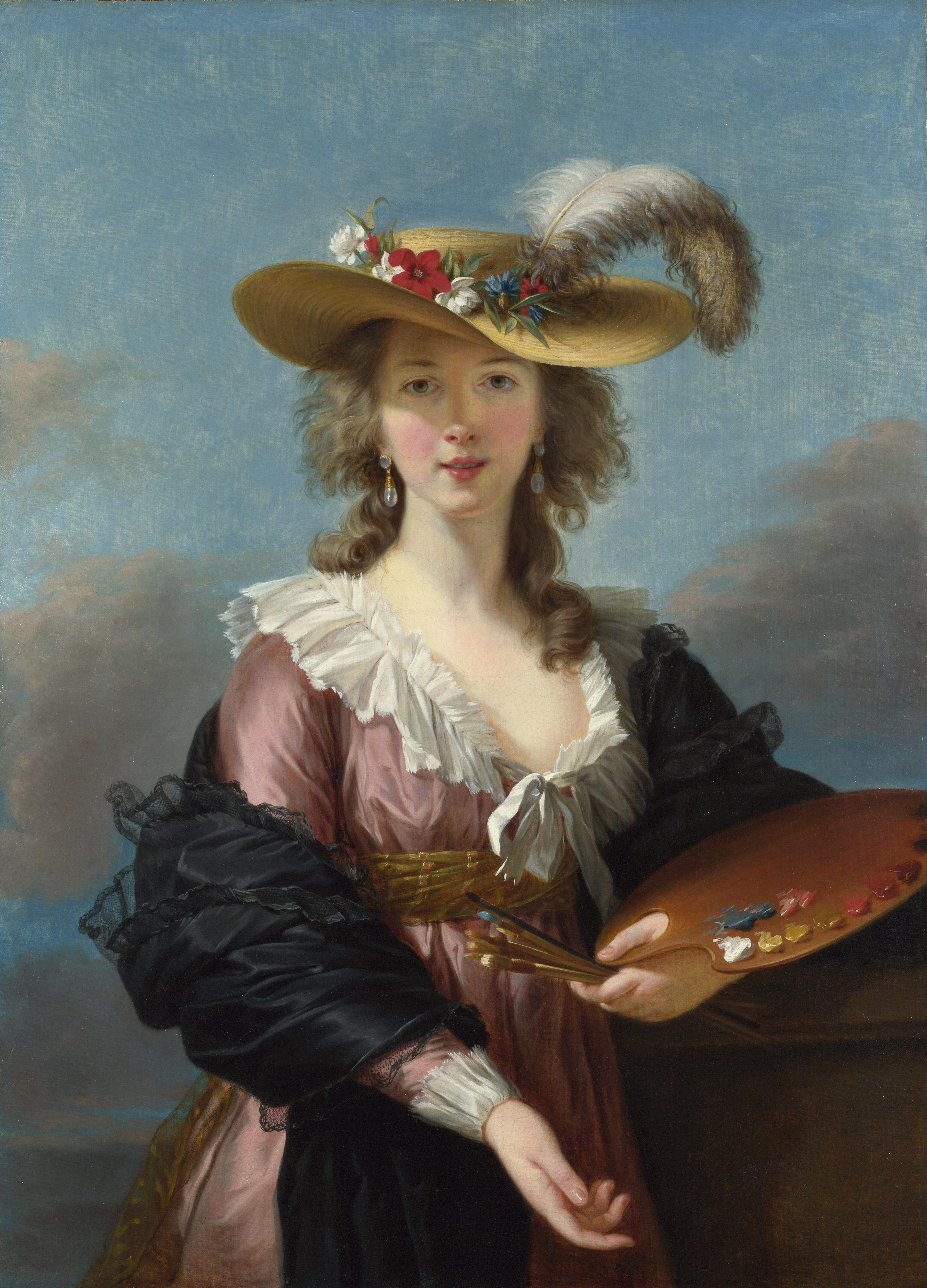
エリザベート＝ルイーズ・ヴィジェ＝ルブラン (1755–1842)、「自画像」、1780年代頃
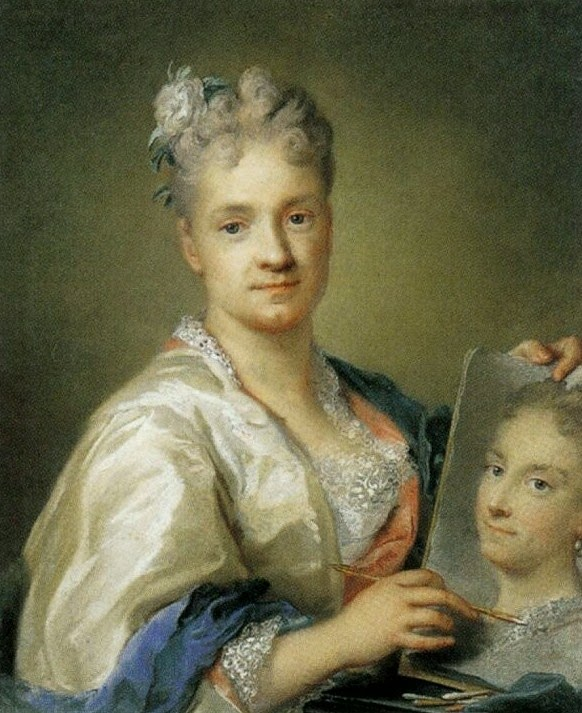
ロザルバ・カッリエーラ (1675–1757)、「自画像」、1715年
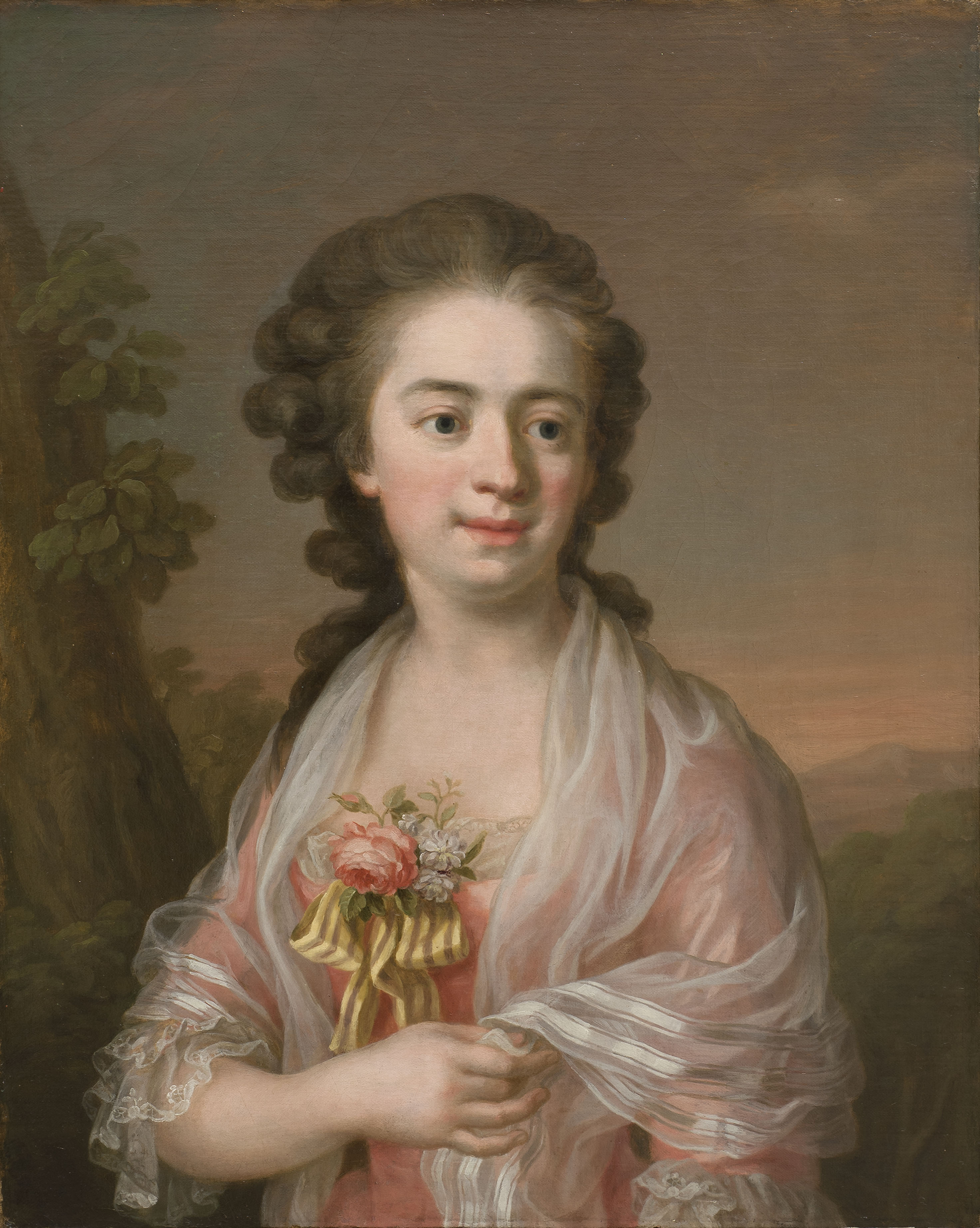
ウルリカ・パッシュ、「自画像」、1770年頃
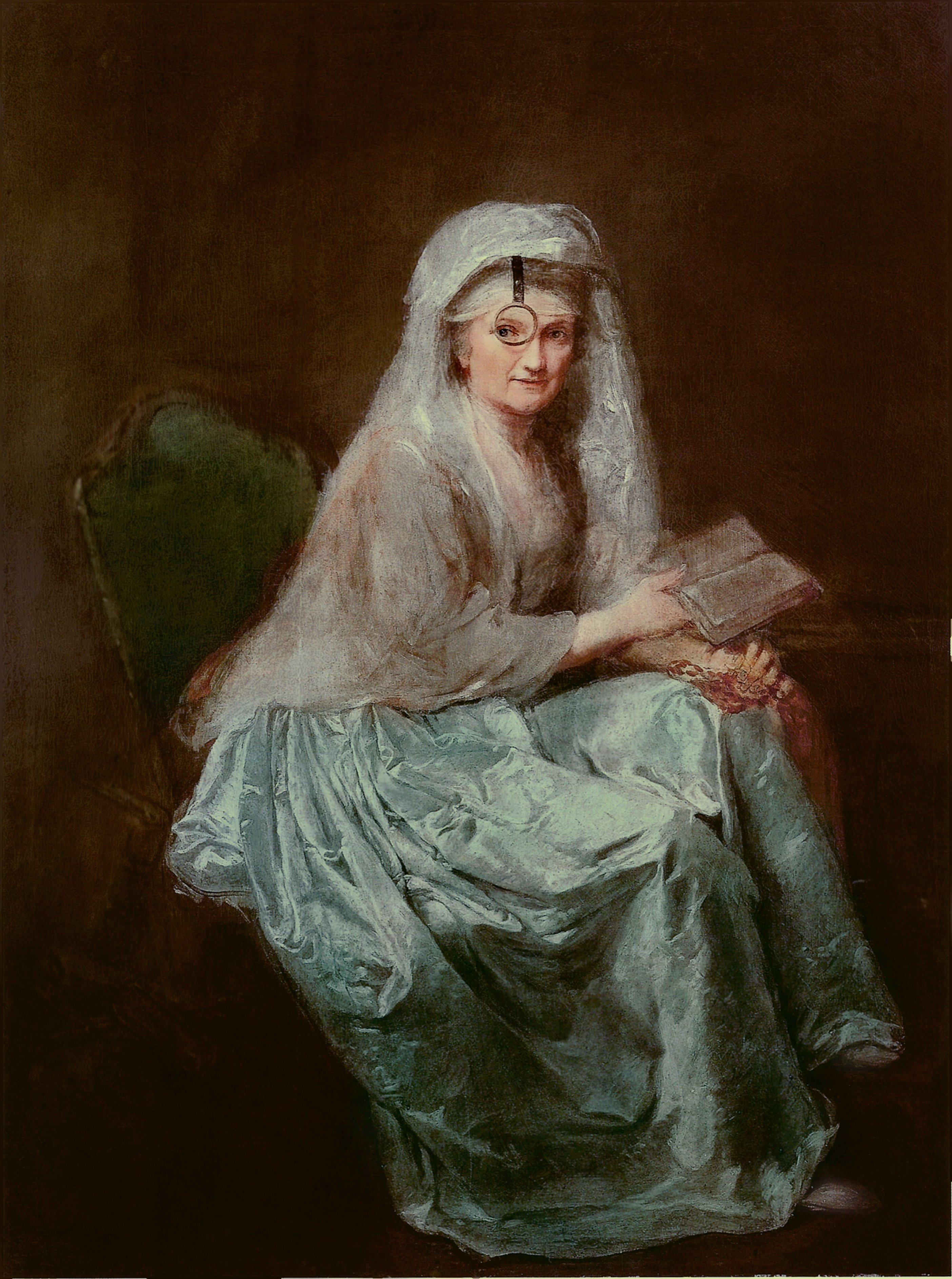
アンナ・ドロテア・テルブッシュ、「自画像」、1777年
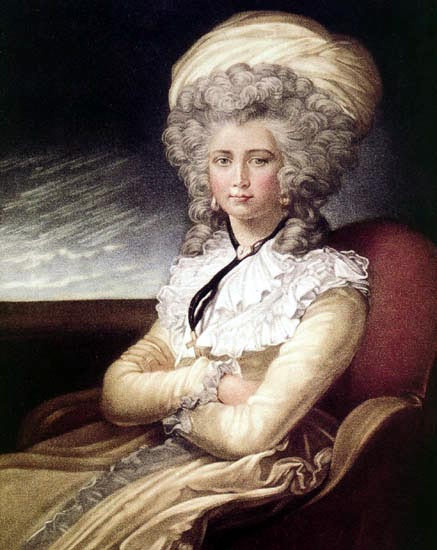
マリア・コズウェイ、「自画像」、1787年
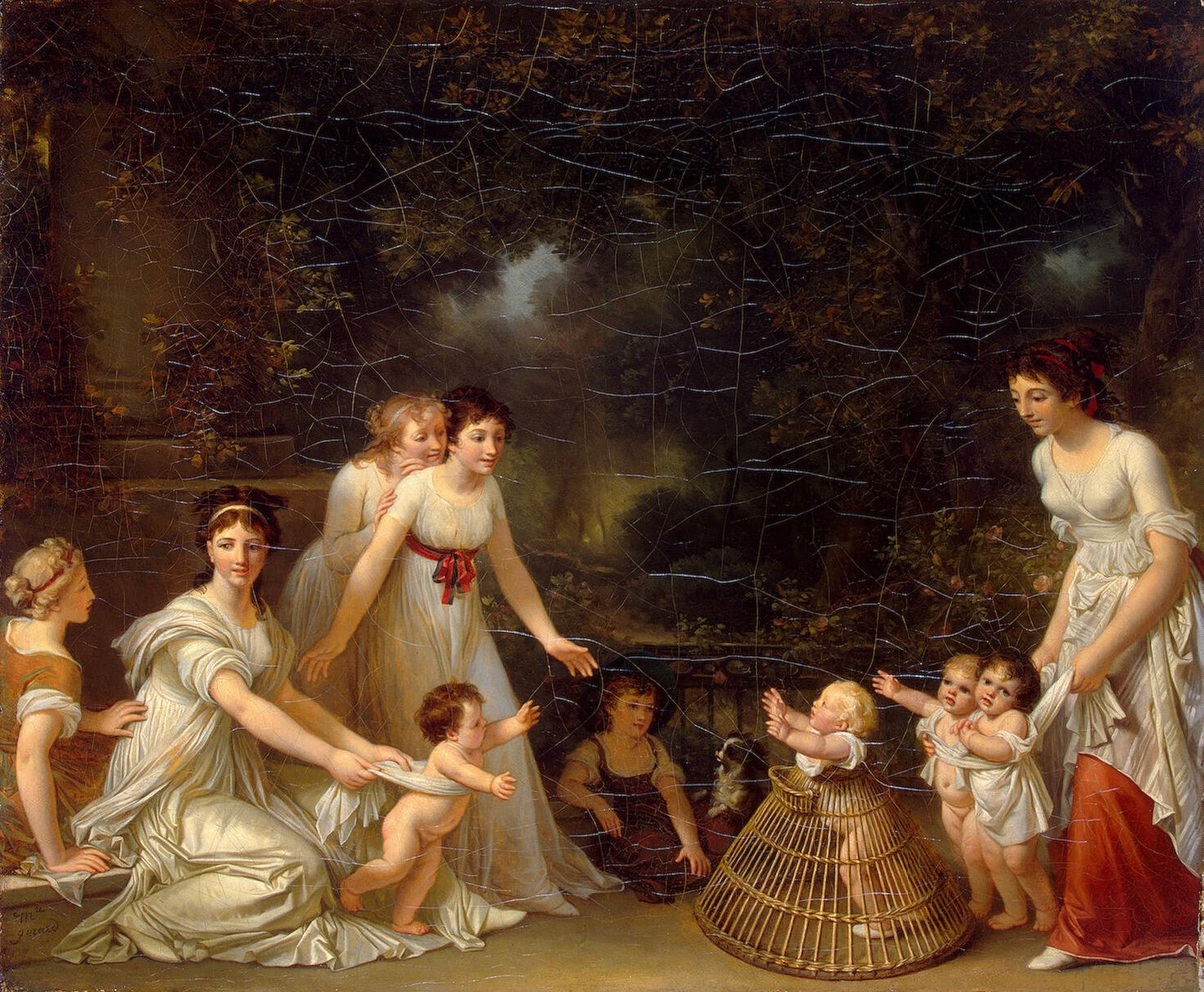
マルグリット・ジェラール、「最初の一歩」、カンバスに油彩、1788年頃

ヨーロッパの多くの国ではアカデミーがスタイルを決定した。アカデミーは芸術家を訓練し、作品を展示し、意図の有無にかかわらず芸術作品の販売を促進することに責任があった。ほとんどのアカデミーは女性に門戸を開かなかった。たとえばフランスでは強力なパリの芸術アカデミーが17世紀からフランス革命の間に450人の会員を擁していたが、このうち女性はたった15名であった。このうちのほとんどは会員の娘か妻であった。18世紀後半には、フランスのアカデミーは女性を一切受け入れないと決めた。
この時期に最も格式の高い絵画は歴史画であり、とくに歴史や神話を題材とした状況の中で多くの人を配置した大規模な絵が重要視された。こうした絵を準備するには、芸術家は古代の彫刻を学んで習作を作ったり、前時代同様男性ヌードを描く必要があった。女性はアカデミーの訓練に全く入れないか、入れたとしてもきわめて極られた訓練しか受けられなかった。このため、この時期に描かれた女性による大規模な歴史画は存在していない。
肖像画など他のジャンルで名を上げた女性はいた。エリザベート＝ルイーズ・ヴィジェ＝ルブランは肖像画の経験を生かして寓意的な絵画「繁栄を連れ戻す平和」を描き、これを歴史画と分類してアカデミーへの入会根拠に使用した。宮廷では気に入られて著名人となり、40枚以上の自画像を描いて売っている。
イングランドではアンゲリカ・カウフマンとメアリー・モーザーが1768年にロイヤル・アカデミー・オブ・アーツの創立メンバーとなった。ふたりともアカデミーではいくぶん曖昧な立場に追いやられており、それはヨハン・ゾファニーの集団肖像画で現在ロイヤル・コレクションにある「ロイヤル・アカデミーの会員たち」に見て取ることができる。この絵ではアカデミーの男性のみが大きなスタジオにヌードの男性モデルと集まっている。男性モデルがいるため社会通念上差し障りがあるということで、ふたりの女性会員はその場にいる人間としては描かれて折らず、かわりに壁の肖像画として描かれている。アカデミーの芸術が訓練中のヌードの習作づくりを強調したことは、実際にクラスに出席できないという点でも、家族や社会が画家になろうとするミドルクラスの女性に対してとる態度が硬化するという点でも、20世紀まで芸術を学ぶ女性にとって相当な障壁となった。カウフマン、モーザーの2人の後は1936年のローラ・ナイトまでアカデミーの正規会員がおらず、女性は1861年までアカデミーの学校に入ることも許されなかった。
18世紀の後半までに、女性芸術家にとって大きな前進があった。パリにおいて、アカデミーが設立した作品展示会であるサロンが1791年にアカデミーに所属しない画家にも開かれたのである。これにより女性も重要な年次展示会に作品を出展できるようになった。さらに女性はジャック＝ルイ・ダヴィッドやジャン＝バティスト・グルーズのような著名画家の弟子として頻繁に受け入れられるようになった。

### 19世紀

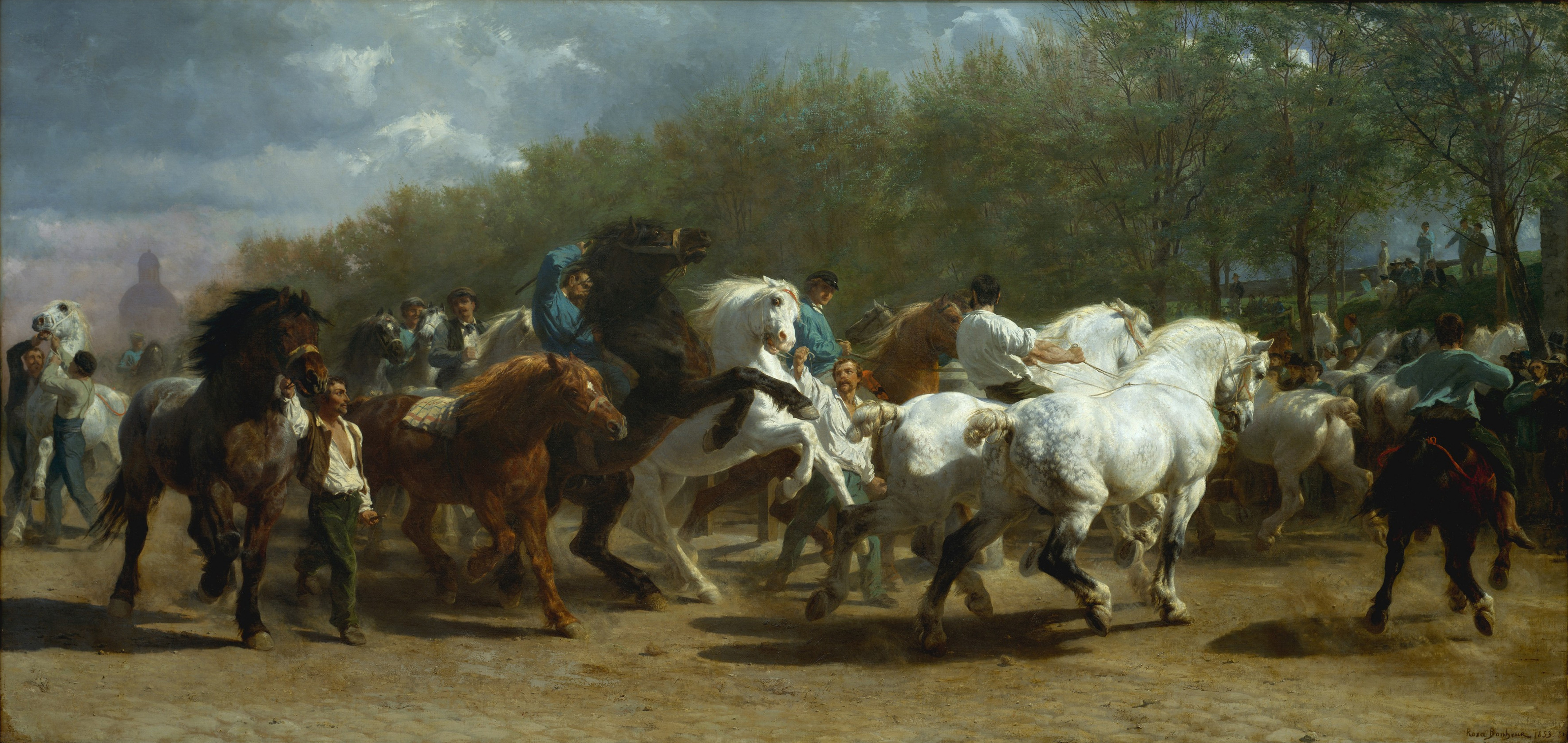
ローザ・ボヌール、「馬の市」、1853–1855, メトロポリタン美術館、 ニューヨーク
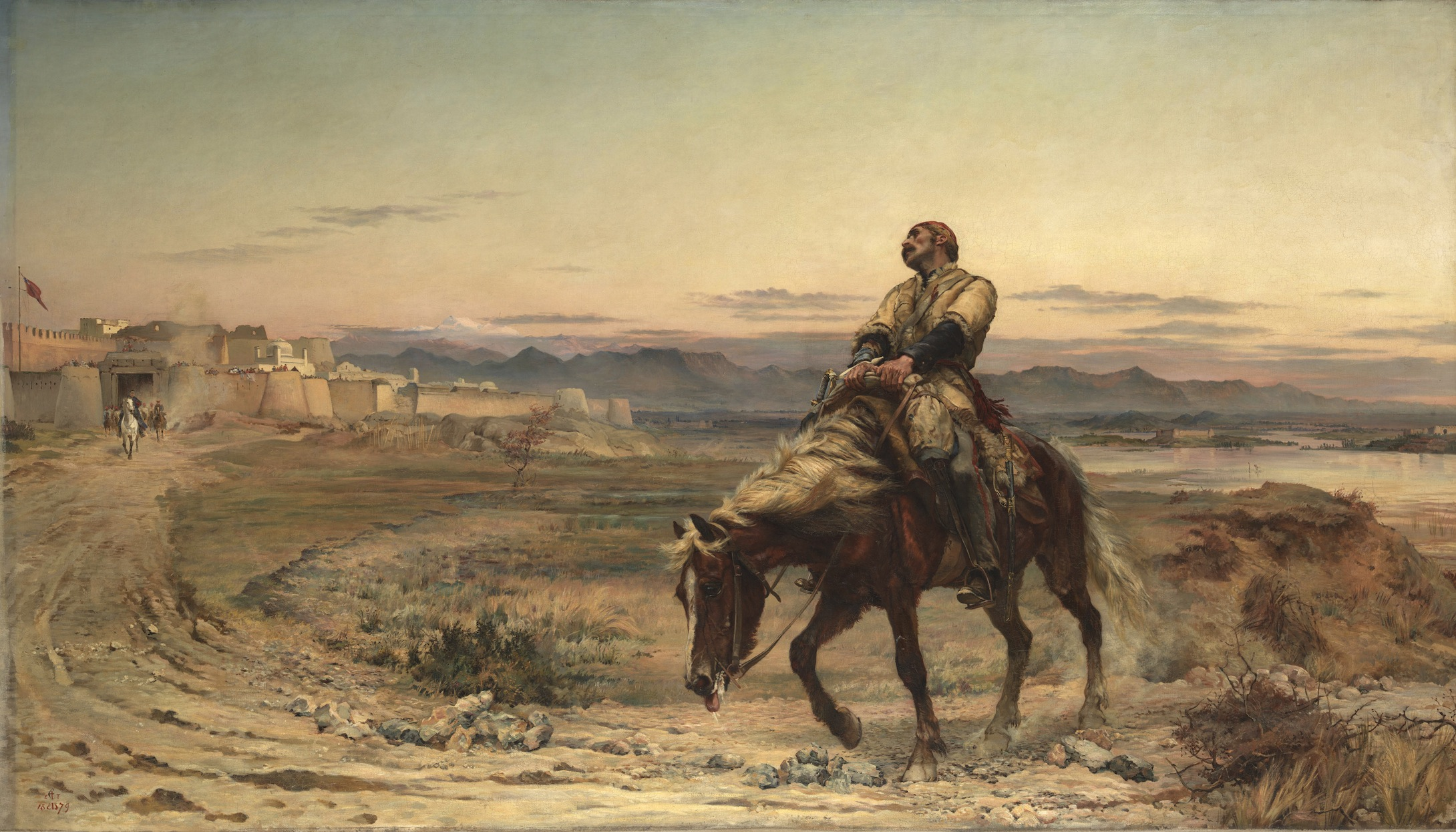
エリザベス・トンプソン、「軍の生き残り」、1879年、テート・ギャラリー。トンプソンは軍隊画を専門とした。
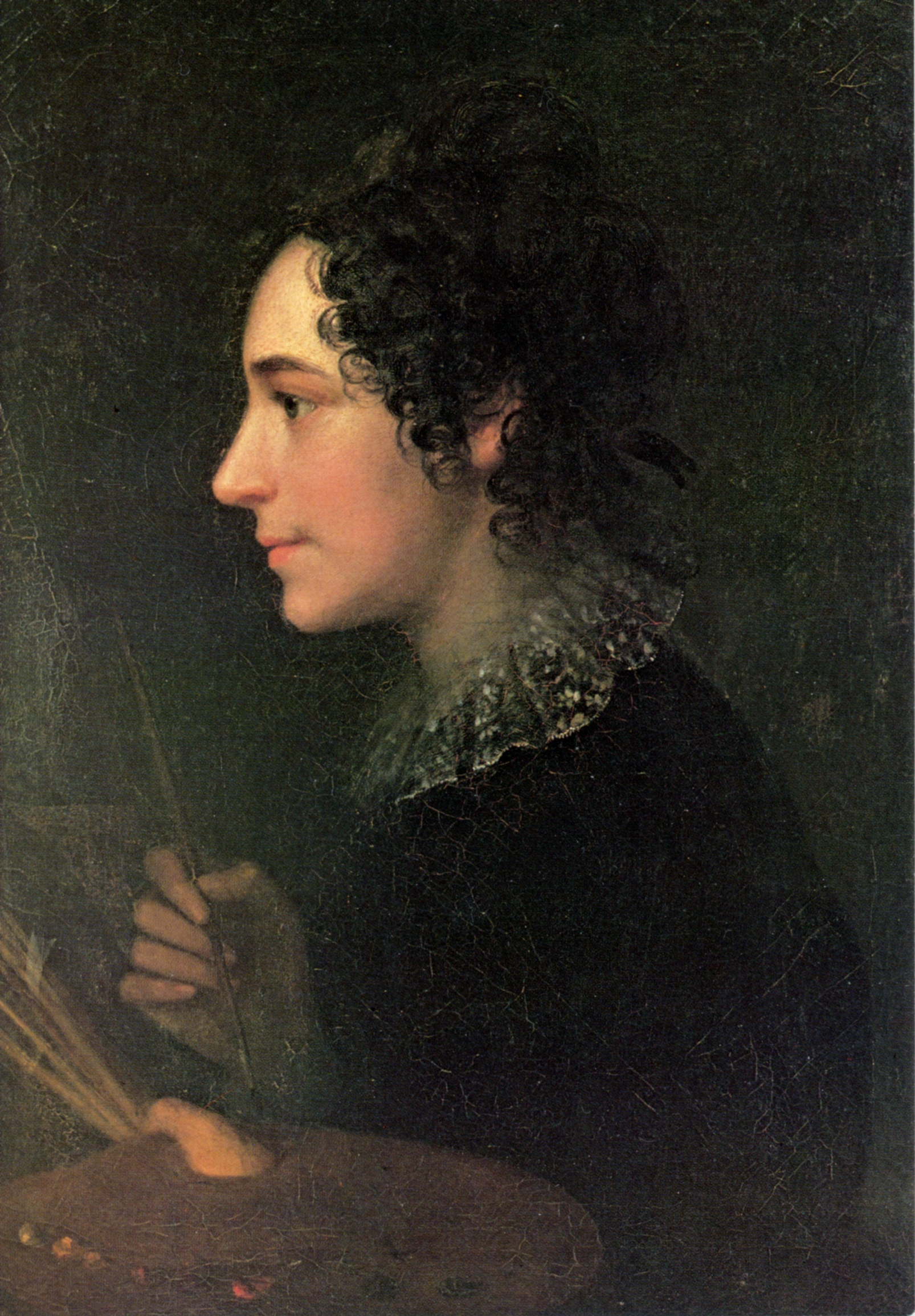
マリー・エーレンリーダー、「画家としての自画像」、1819年
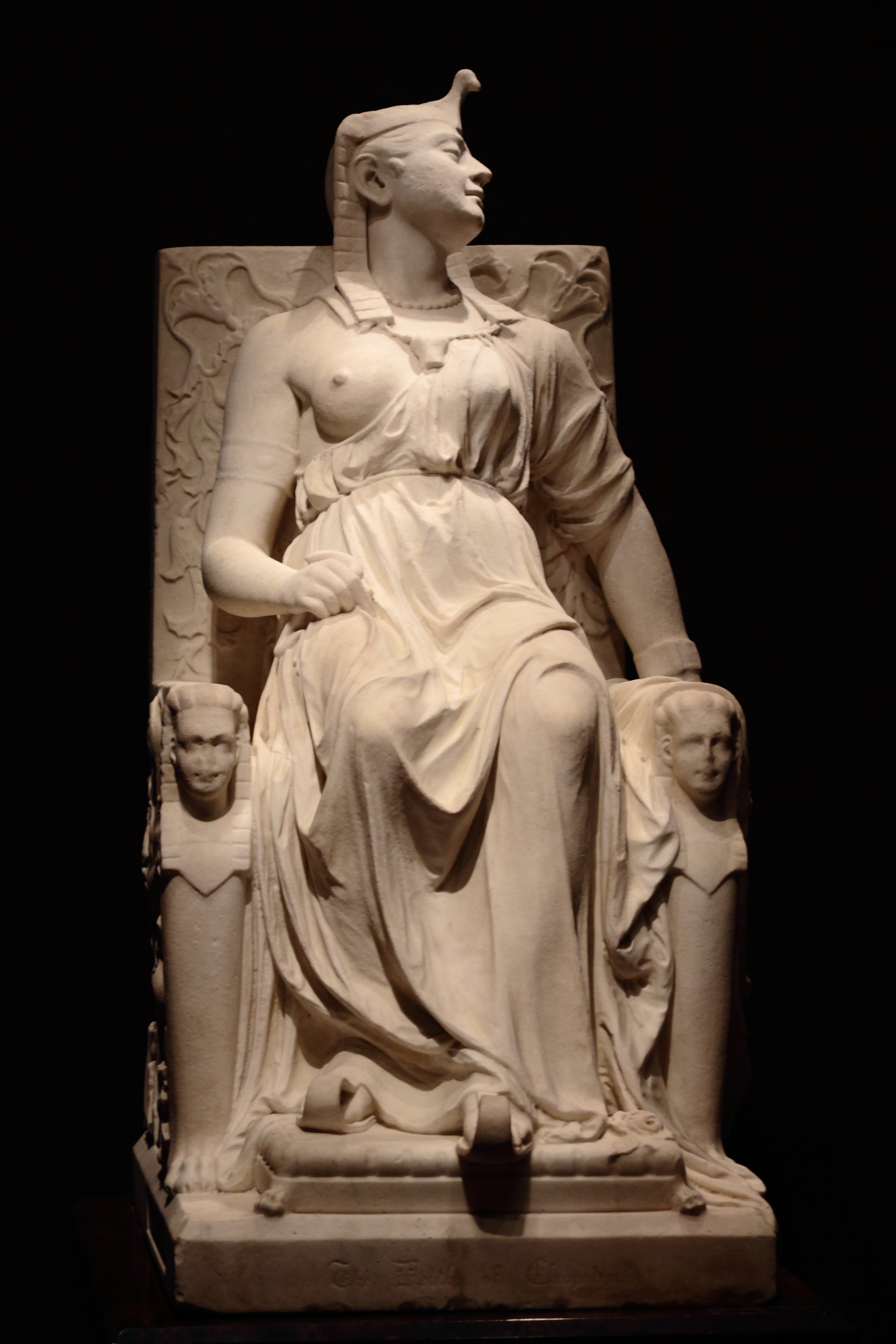
エドモニア・ルイス、「クレオパトラの死」、大理石、1876年、スミソニアン・アメリカ美術館
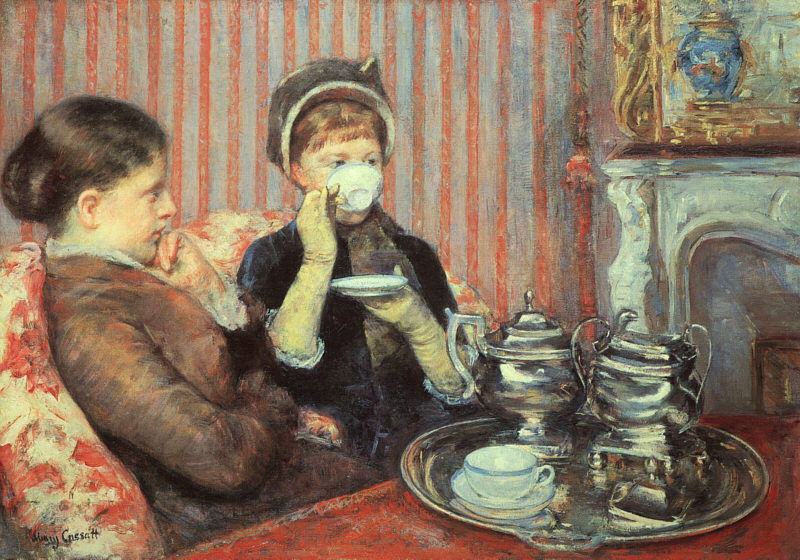
メアリー・カサット、「お茶」、1880年、カンバスに油彩、ボストン美術館
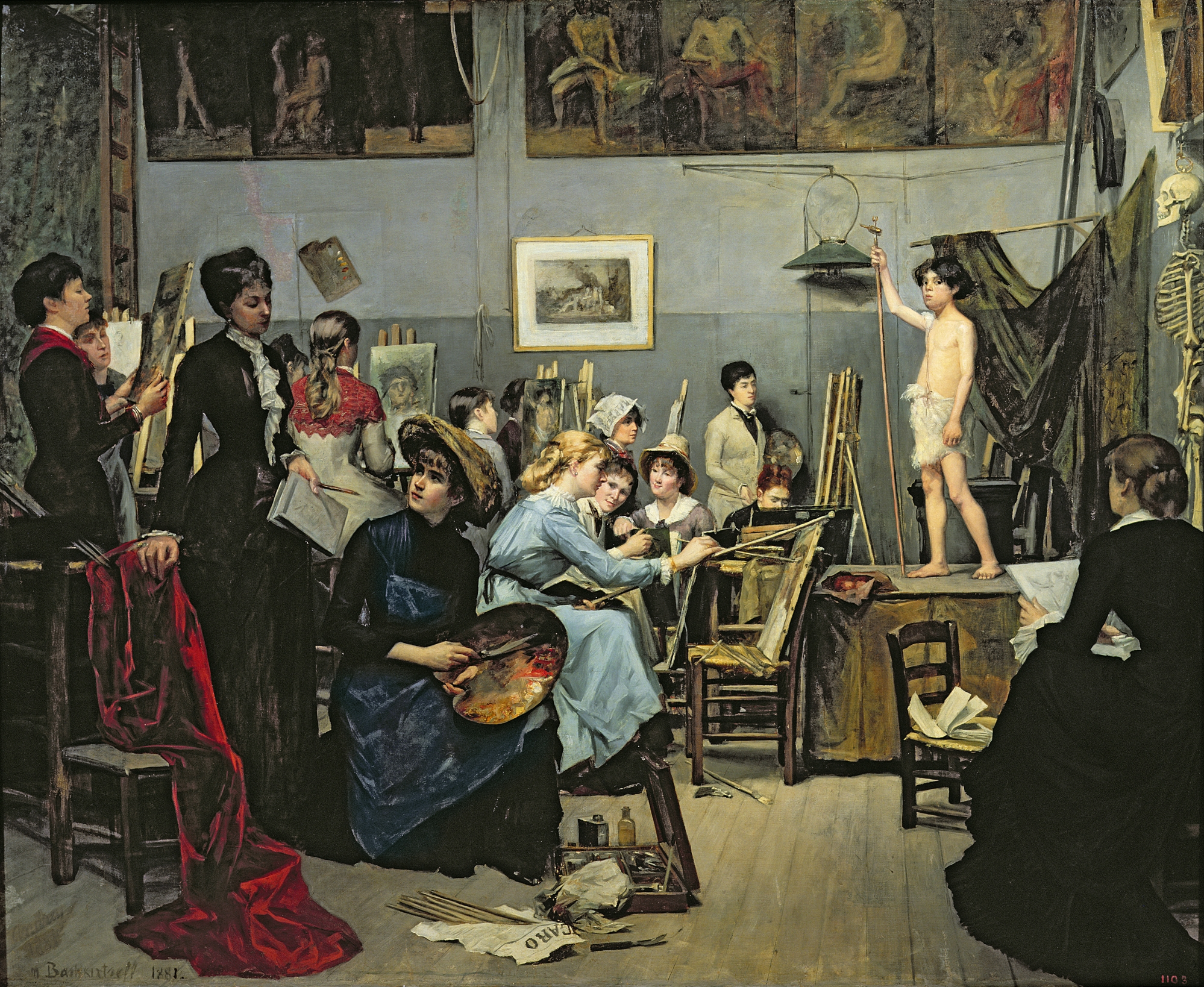
マリ・バシュキルツェフ、「スタジオにて」、1881年、カンバスに油彩、ドニプロペトロウシク州立美術館
シュザンヌ・ヴァラドン、自画像、1883年
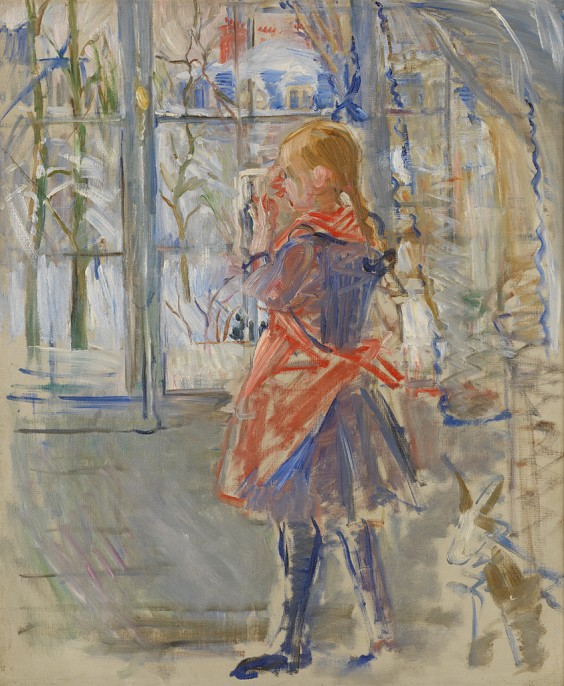
ベルト・モリゾ、「赤いエプロンの子ども」、1886年、スミソニアン・アメリカ美術館
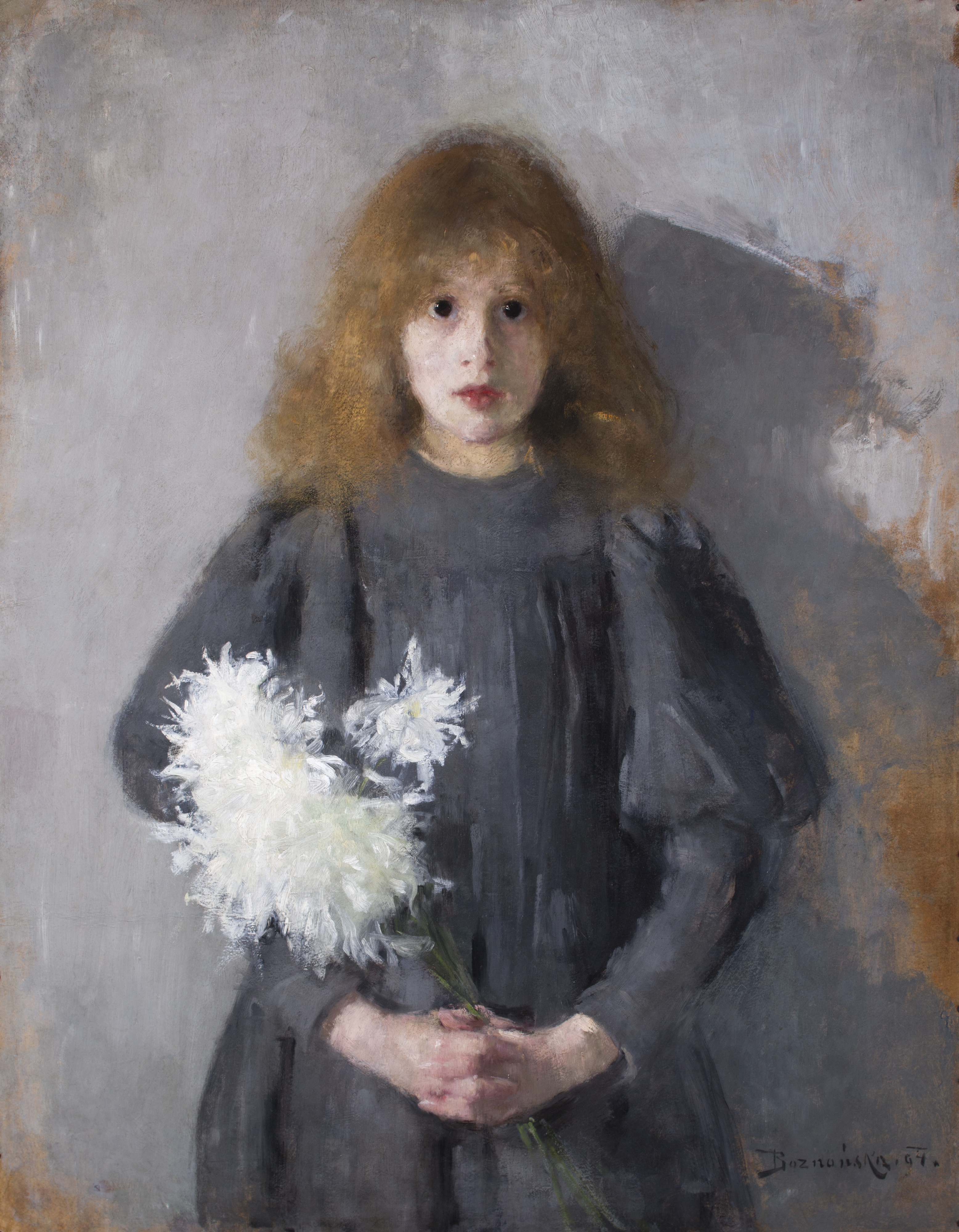
オルガ・ボズナンスカ、「菊と少女」、1894年、クラクフ国立美術館
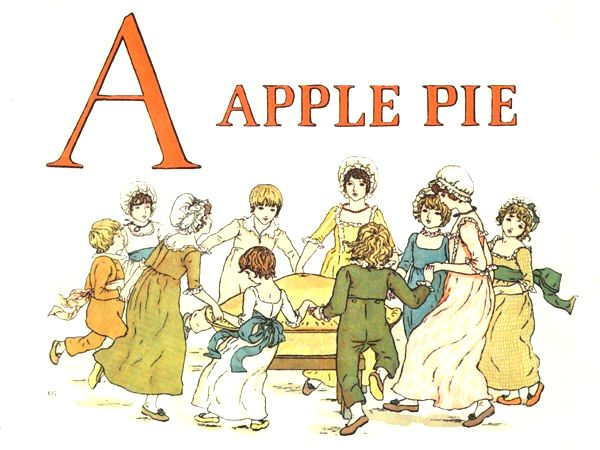
ケイト・グリーナウェイの絵本『昔風のアルファベットブック』(1886)

マリー・エーレンリーダーやマリー＝ドニーズ・ヴィリエは19世紀の初めに肖像画の分野で活躍し、フランスの写実主義画家、彫刻家ローザ・ボヌールは写実的な絵画・彫刻を制作した。
アメリカのアカデミーに所属していたエリザベス・ジェーン・ガードナーは、パリのサロンで最初に作品を展示したアメリカ人女性画家である。1872年にガードナーはサロンで金メダルを獲得した最初の女性になった。
オルガ・ボズナンスカはポーランドの女性芸術家の中で最もよく知られており、スタイルとしてはフランス印象派に近い。
ラファエル前派の女性画家としては、バーバラ・ボディション、エリナー・フォーテスキュー＝ブリックデイル、ケイト・バンス、イーヴリン・ド・モーガン、エマ・サンディーズ、エリザベス・シダル、マリー・スパルタリ・スティルマン、マリア・ザンバコなどがいる。
19世紀の間、ヨーロッパや北アメリカにおいてアカデミーや公的な芸術教育がより女性に対して門戸を開くようになった。のちにロイヤル・カレッジ・オブ・アートとなる英国政府デザイン学校は1837年の創立から女性を受け入れていたが、いくぶん扱いの異なる「女子部」のみの受け入れで、「実物を描く」クラスでは鎧を着た男性を数年描いていたという。ロイヤル・アカデミー・スクールは1861年にようやく女性を受け入れたが、最初は女学生にドレープを着たモデルだけを描かせていた。しかしながらスレイド・スクールのようなロンドンの他の学校は、1870年代頃からもっとリベラルになっていった。19世紀末には、西ヨーロッパや北アメリカの都市部で、女性はヌードやほぼヌードに近い人物を描けるようになった。
女性芸術家協会が1855年にロンドンで設立され、1857年から毎年展示会を実施した。初回は149名の女性による358作品が展示され、偽名で出展する者もいた。
ジュリア・マーガレット・カメロンやガートルード・ケーゼビアは新しいメディアである写真の分野でよく知られるようになった。写真の世界には伝統的な制約がなく、訓練手法も確立されていなかったので、女性の参加を押しとどめる障壁がなかったのである。

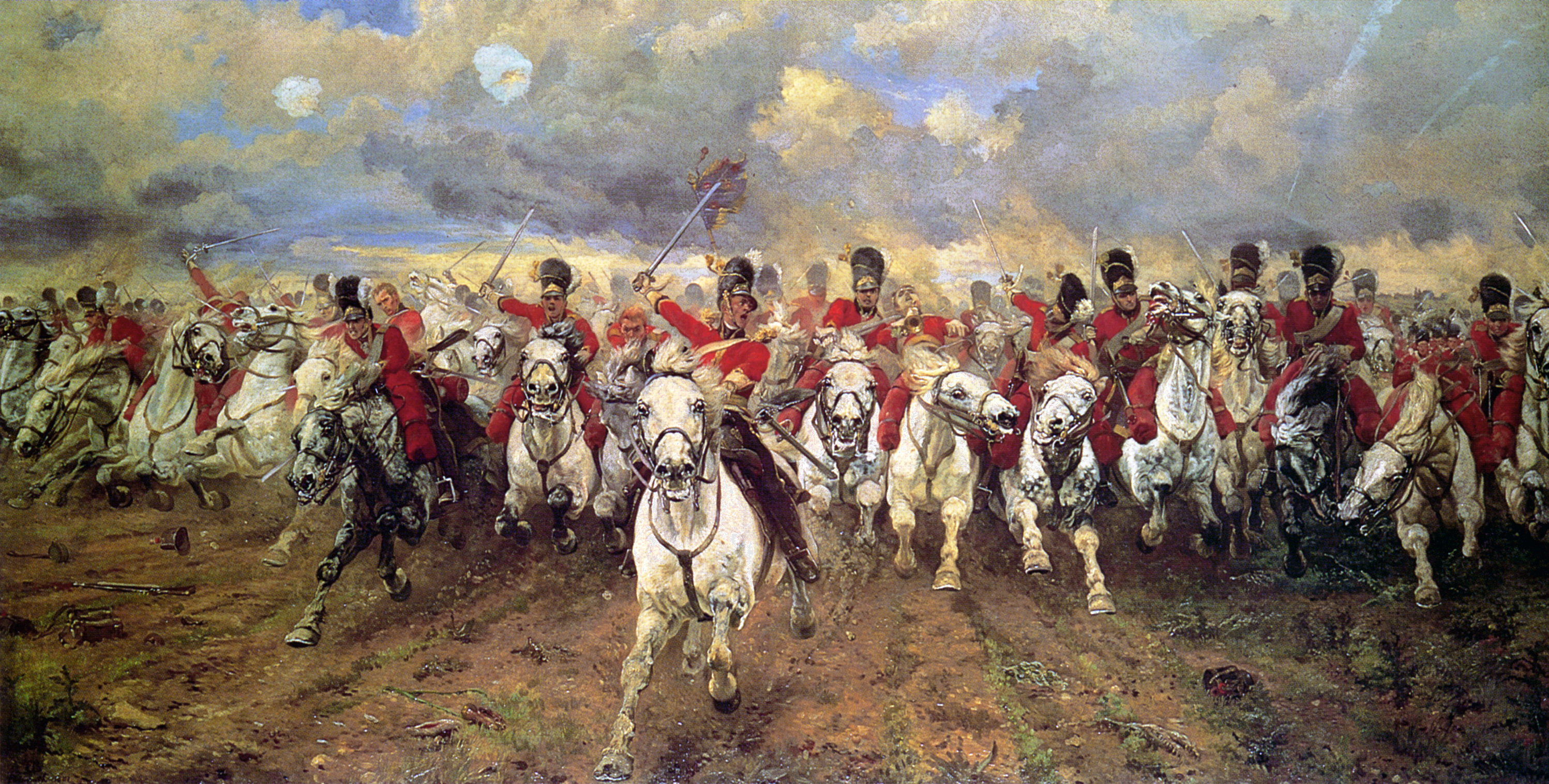
エリザベス・トンプソン、「スコットランドよ永遠に！」、1881年

エリザベス・トンプソン(レディ・バトラー)はおそらく政府デザイン学校の鎧を着た人物を描く実物クラスに触発され、大きな歴史画で名を上げた最初の女性画家となった。トンプソンは多数の馬がいるような軍事行動の場面を専門とした。最も有名なのはワーテルローの戦いでの騎兵隊突撃を描いた「スコットランドよ永遠に！」である。
ベルト・モリゾとアメリカ合衆国出身のメアリー・カサットやルーシー・ベーコンは1860年代から70年代にかけてフランス印象派の運動に関わった。アメリカの印象派画家リラ・キャボット・ペリーは19世紀末にモネとの交流や日本美術から影響を受けた。セシリア・ボーはアメリカの肖像画家で、やはりフランスで学んだ。
19世紀後半、アフリカ系アメリカ人、オジブワ、ハイチ系アメリカ人の血をひくニューヨークの芸術家であるエドモニア・ルイスがオーバリン大学で芸術教育を受け始めた。ルイスの彫刻家としてのキャリアは1863年に始まった。イタリアのローマにスタジオを設置し、大理石の彫刻をヨーロッパとアメリカ合衆国で展示した。
1894年にシュザンヌ・ヴァラドンはフランスで国民美術協会に入った最初の女性となった。ポスト印象派に属するカナダの画家ローラ・ムンツ・ライアルは1893年にシカゴ万国博覧会に絵を出品し、1894年にパリのフランス芸術家協会に出展した。

## 20世紀から21世紀の世界

### 20世紀後半頃までの芸術

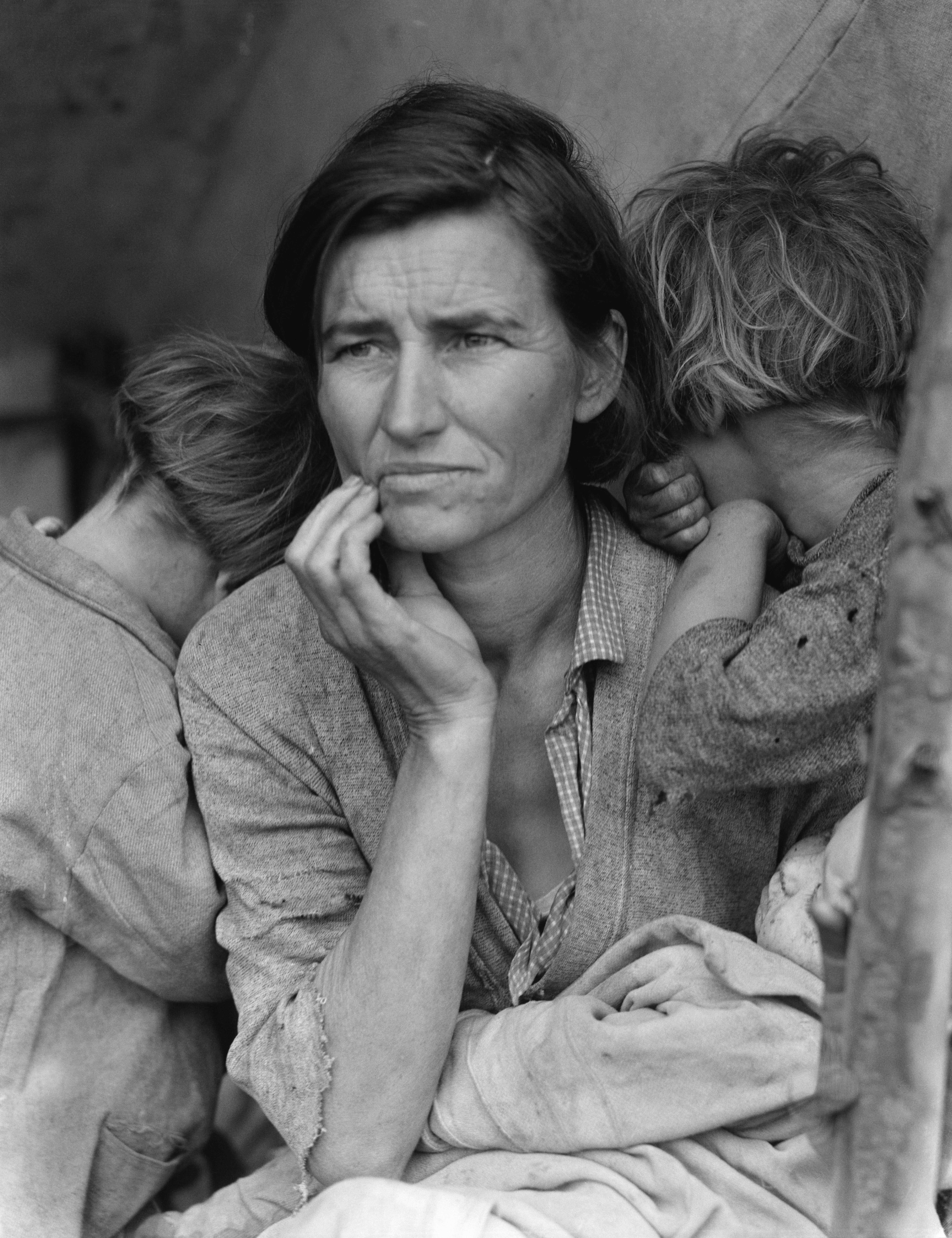
ドロシア・ラング、「移民の母」、1936年頃
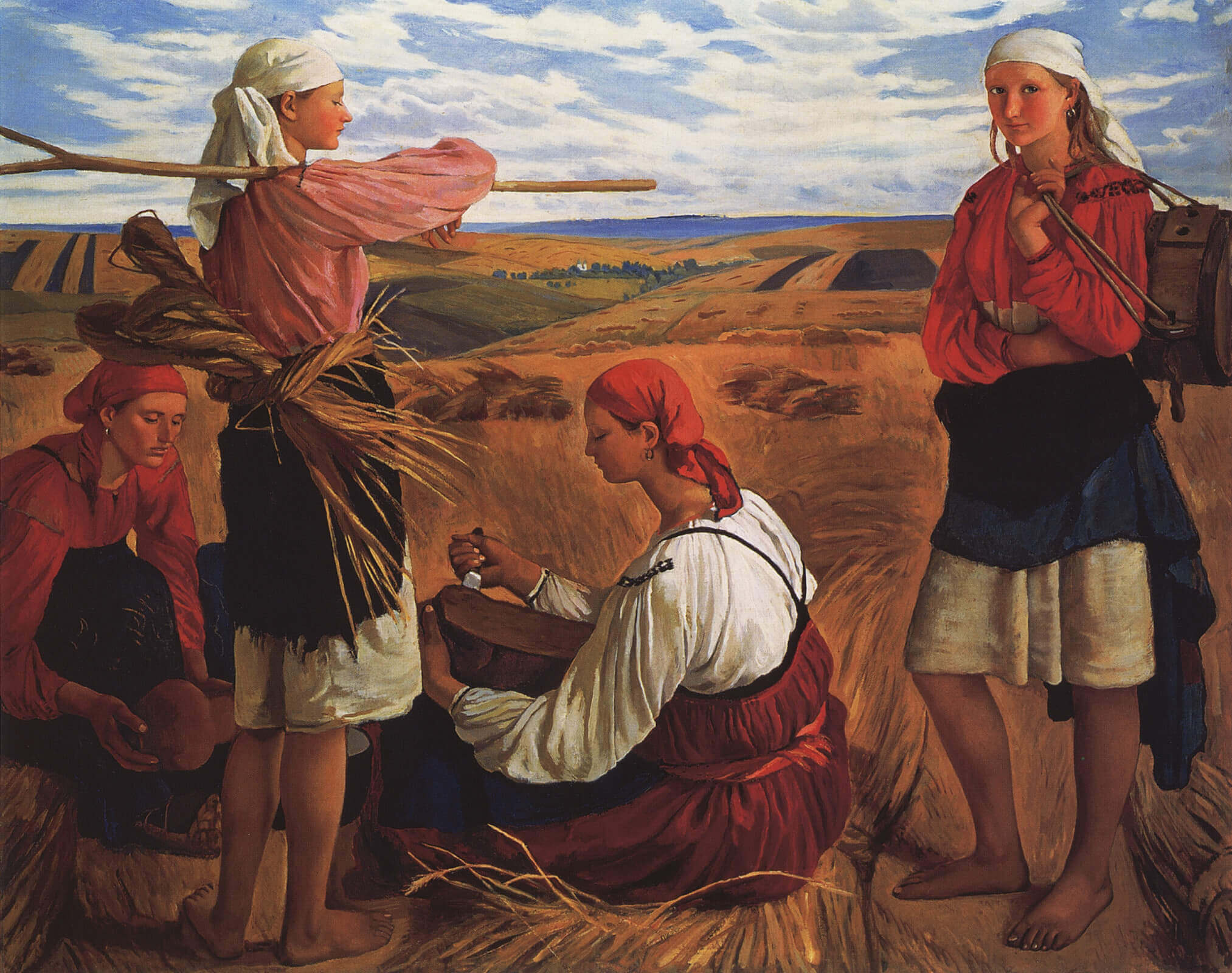
ジナイーダ・セレブリャコワ、「収穫」、1915年
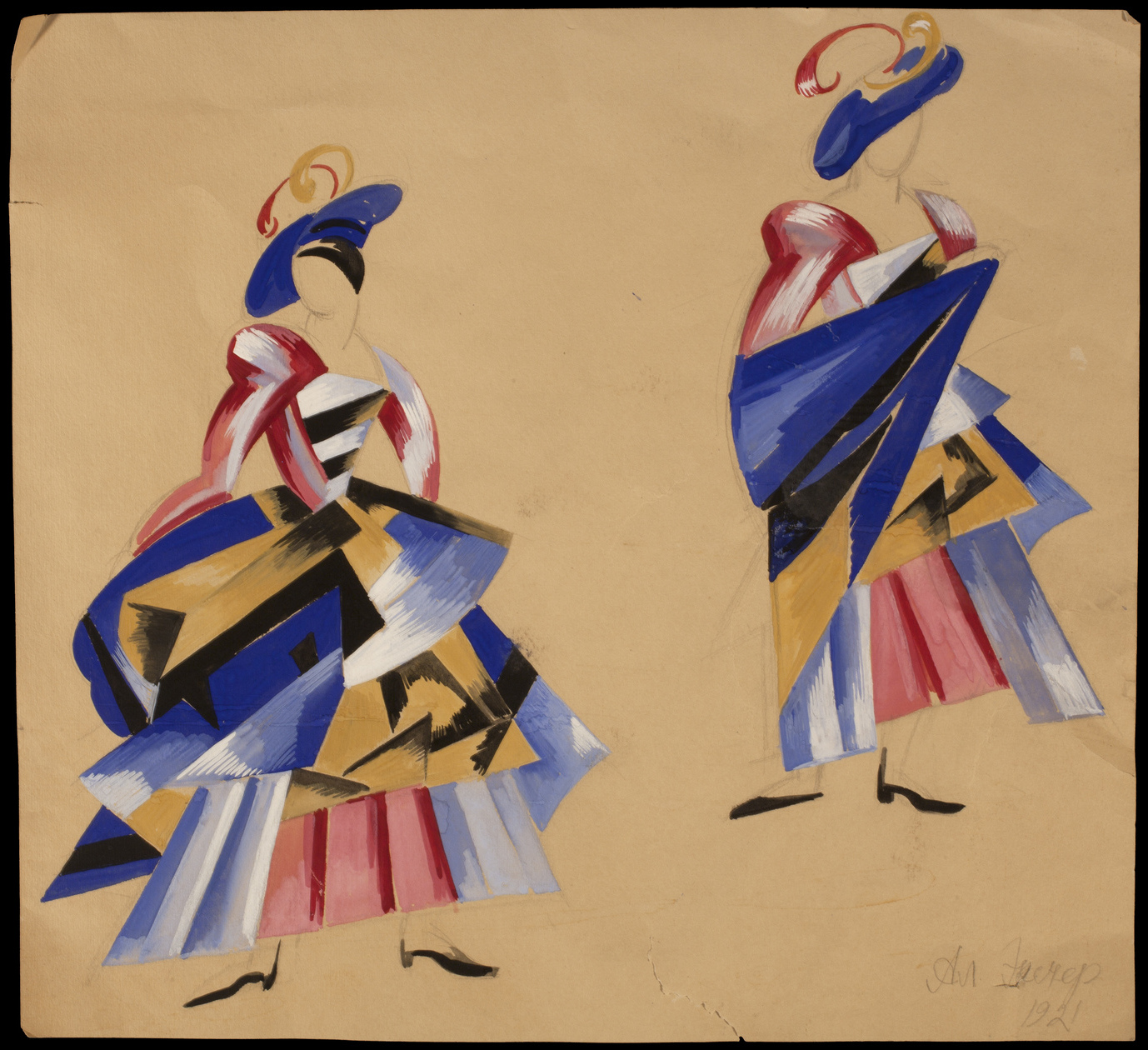
アレクサンドラ・エクステル、「ロミオとジュリエットの衣装デザイン」、1921、M.T.エイブラハム財団
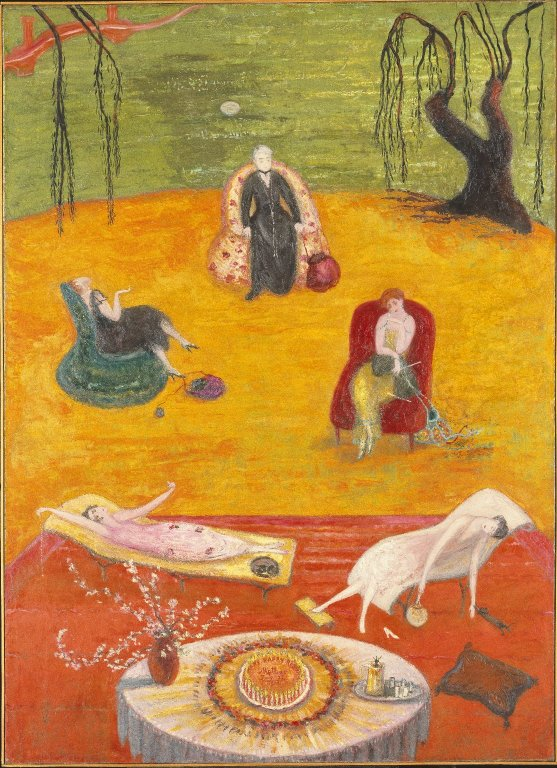
フローリン・ステットハイマー、「熱気」、1919年頃、ブルックリン美術館
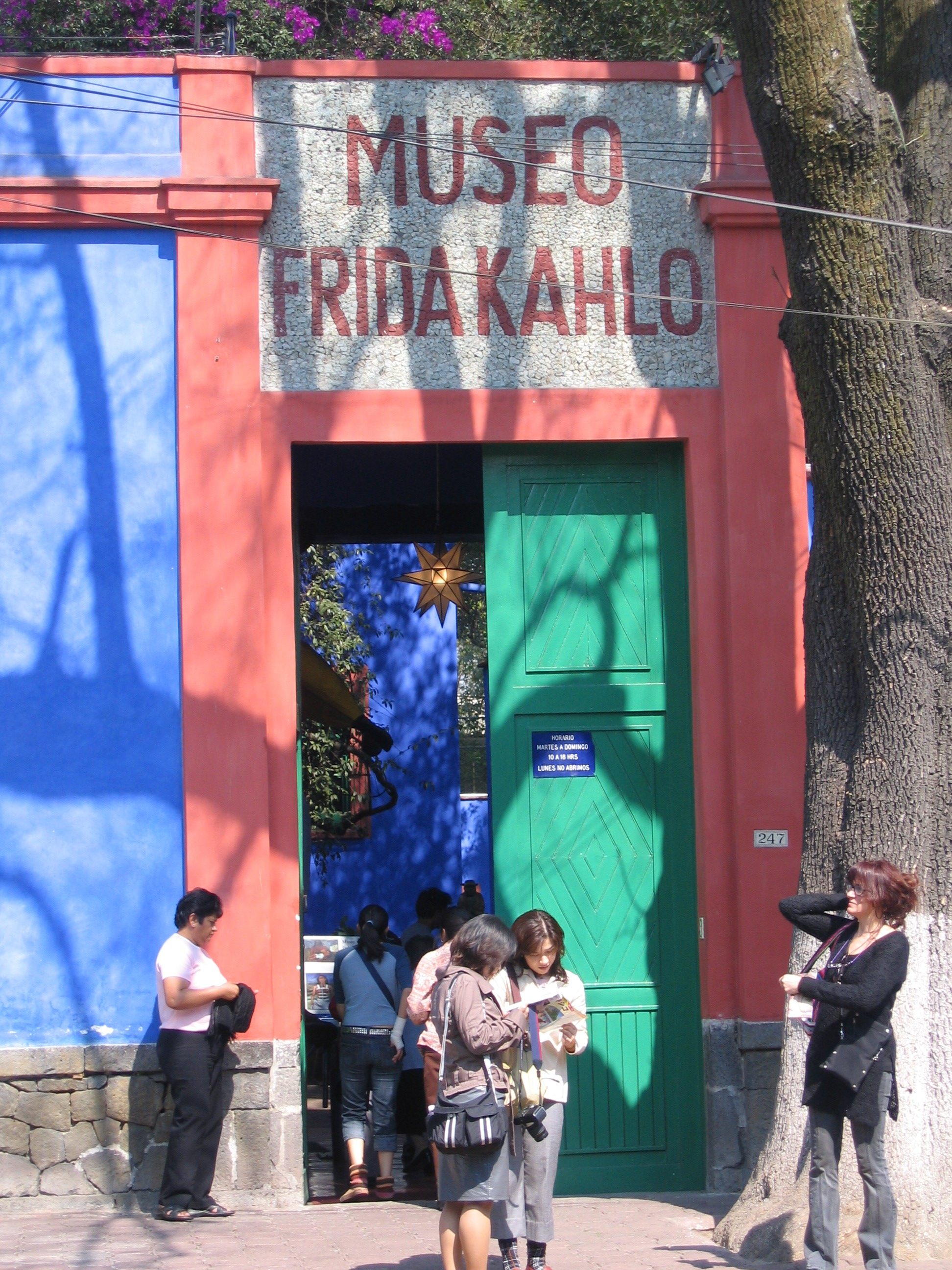
フリーダ・カーロ美術館「青い家」
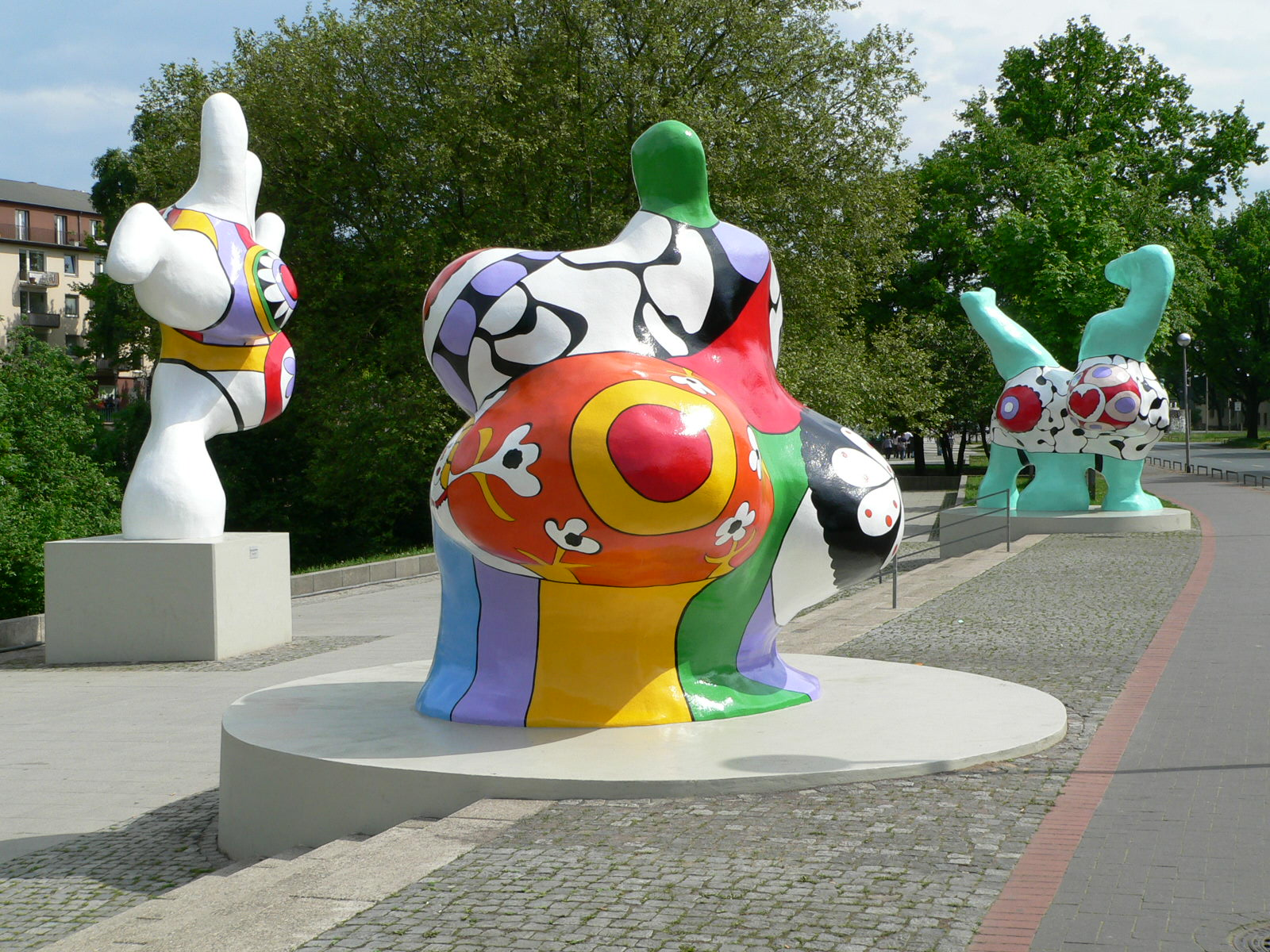
ハノーファーにあるニキ・ド・サンファルの屋外彫刻、「ナナ」

マーガレット・マクドナルド・マッキントッシュ(1865–1933)はスコットランドの芸術家で、1890年代から20世紀はじめの「グラスゴー・スタイル」を決定するのに活躍した。夫である建築家でデザイナーのチャールズ・レニー・マッキントッシュとしばしば協働しており、その作品はヨーロッパ美術に影響を及ぼした。1900年にウィーン分離派展に出展し、グスタフ・クリムトのような分離派の画家に影響を与えたと考えられている。
ウィルヘルミナ・ウェーバー・ファーロング(1878–1962)はニューヨークで活動したアメリカの初期モダニストであり、アート・スチューデント・リーグやホイットニー美術館に作品が所蔵され、現代アメリカの芸術に非常に貢献した。
アレクサンドラ・エクステルリュボーフィ・ポポーワはロシア構成主義、立体未来主義、シュプレマティスムの芸術家であり、20世紀初頭のキエフ、モスクワ、パリで非常によく知られ、尊敬を受けていた。他にロシア・アヴァンギャルドの女性芸術家で著名な人物としてはナタリア・ゴンチャロワ、ワルワーラ・ステパノワなどがいる。
ソニア・ドローネーは夫ロベール・ドローネーとともにオルフィスムを創始した。
アール・デコの時代にはヒルドレス・メイエール(Hildreth Meiere)が大規模なモザイクを作成し、アメリカ建築家協会のファインアーツメダルを獲得した最初の女性となった。タマラ・ド・レンピッカもこの時代のポーランド出身のアール・デコ画家である。修道女であるシスター・マリア・スタニシアは主に聖職者の肖像画で有名な肖像画家となった。
ジョージア・オキーフは19世紀後半に生まれ、花、骨、ニューメキシコ州の風景を描いた絵で有名になった。1927年にはドッド・プロクターの絵「朝」がロイヤル・アカデミー・オブ・アーツの夏の展示で「今年の絵画」に選ばれ、デイリー・メイルが購入してテイト・ギャラリ－に入った。好評を博し、ニューヨークで展示され、英国内でも2年間ツアーをした。
シュルレアリスムは1920年代から30年代にかけて重要な芸術様式であり、多数の傑出した女性アーティストを生んだ。ドロテア・タニング、レオノーラ・キャリントン、ケイ・セージ、レメディオス・バロ、レオノール・フィニなどがあげられる。メキシコを代表する画家であるフリーダ・カーロもシュルレアリスムの流れに位置づけられる女性芸術家である。
ダダイスムにおいても女性芸術家の活躍が見られる。「毛皮の朝食」を制作したメレット・オッペンハイムや、フォトモンタージュ技法のパイオニアのひとりであるハンナ・ヘッヒなどはダダの流れに位置づけることができる芸術家である。
リー・ミラーはソラリゼーションを再発見し、ハイ・ファッションの写真家となった。ドロシア・ラングは大恐慌を写真でとらえた。マーガレット・バーク＝ホワイトの写真が『ライフ』創刊号の表紙を飾った。ダイアン・アーバスは主流社会の外にいるアウトサイダーたちを撮影した。グラシエラ・イトゥルビデの作品はメキシコの生活とフェミニズムを題材とし、ティナ・モドッティは1920年代メキシコの「革命のアイコンたち」を撮影した。アニー・リーボヴィッツの写真はロックスターや有名人を題材としている。
版画・彫刻の分野で活躍したアーティストとしてはケーテ・コルヴィッツがあげられる。ベルリン分離派やフランス印象派などさまざまな作風から影響を受けつつ、労働者や女性についての作品を制作した。ドイツを代表する芸術家として高い評価を受けていたが、ナチスの台頭後は不遇であった。
メアリー・キャロル・ネルソンはマルチメディアレイヤリズム協会(Society of Layerists in Multi-Media, SLMM)を設立し、メンバーはエミール・ビストラムと超越絵画グループの伝統や、太平洋北西ヴィジョナリー・アート・スクールのモーリス・グレイヴズなどの伝統に倣った。1970年代にはジュディ・シカゴが「ディナー・パーティ」を制作し、フェミニズムアートの最も重要な作品になった。
ヘレン・フランケンサーラーは抽象表現主義の画家であり、ジャクソン・ポロックなどに影響を受けた。リー・クラズナーも抽象表現主義の芸術家であり、ポロックと結婚してハンス・ホフマンに師事した。エレイン・デ・クーニングはウィレム・デ・クーニングの弟子で、のちに妻となったが、本人も表現主義の画家であった。この他に抽象表現主義の画家としてはアン・ライアンなどもいる。ジェーン・フランクはやはりハンス・ホフマンの弟子であり、カンバスにミクストメディアを用いて制作した。カナダではマルセル・フェロンがオートマティスムの代表者となった。
フランスのニキ・ド・サンファルは60年代に射撃絵画で名をあげた後、明るい色彩で女性を表現した立体作品「ナナ」を作成した。「ナナ」などの作品は世界各地に屋外彫刻などの形で設置されている。晩年にはイタリアのトスカーナにタロット・ガーデンを建設した
日本のアーティスト、草間彌生の絵画、コラージュ、ソフト・スカルプチュア、パフォーマンスアート、環境インスタレーションはどれも反復、型、蓄積への執着という共通点を有している。草間の作品はフェミニズム、ミニマリズム、シュルレアリスム、アール・ブリュット、ポップアート、抽象表現主義などの特徴があり、自伝的・心理的・性的な意味合いに満ちている。2008年11月、ニューヨークのクリスティーズのオークションハウスで、草間の1959年の絵画"No. 2"が510万ドルで売れ、これは存命の女性アーティストの作品としては最高値であった。
日本のアーティストとしてはオノ・ヨーコも世界的に著名である。フルクサスなどと協働したのち、1960年代にコンセプチュアル・アート的な作品を多数発表した。ジョン・レノンの妻である。
1960年代以降、フェミニズムは女性の芸術家とその研究に対する関心の高まりに大きく貢献した。美術史やフェミニスト批評の主要な研究者として、ジャーメイン・グリア、グリゼルダ・ポロック、リンダ・ノックリンなどをあげることができる。アルテミジア・ジェンティレスキやフリーダ・カーロのような芸術家は比較的知られていなかったが、フェミニズムの文化的アイコンになった。
ゲリラガールズは1985年に結成された匿名の女性グループであり、「芸術界の良心」を名乗っている。ジェンダーと人種に対する芸術界の無関心と不平等に対抗する活動を行った。ゲリラガールズは啓発と変化のため、しばしばユーモラスなポスターを作成した。

### 20世紀末以降

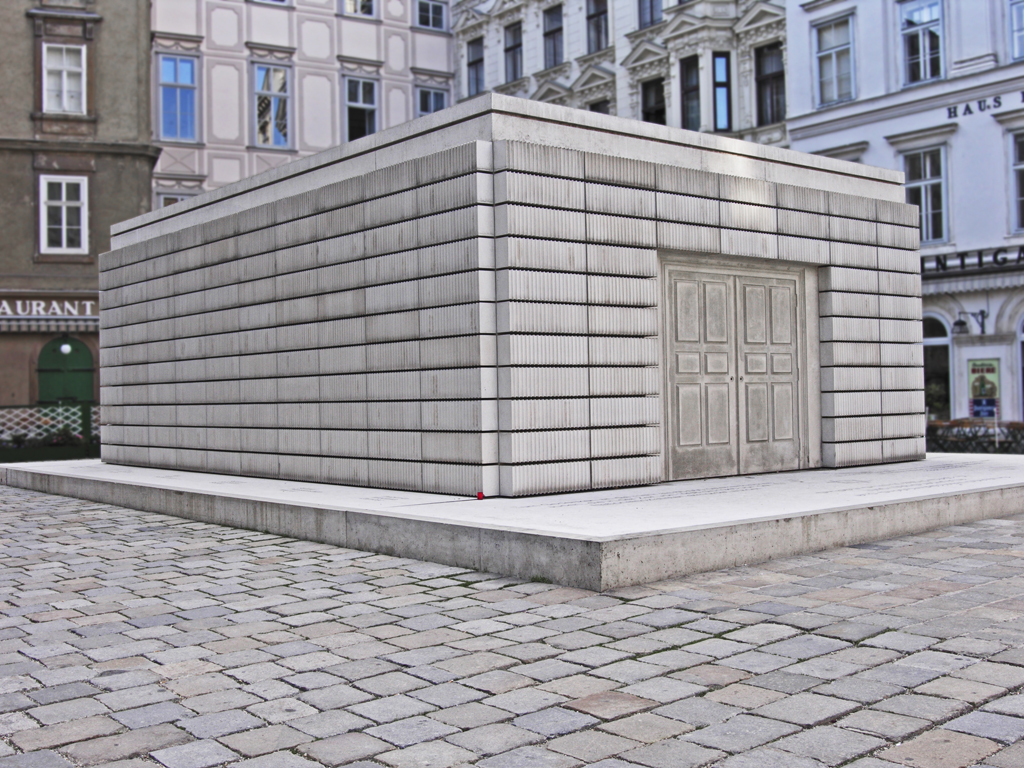
レイチェル・ホワイトリード、「ホロコースト記念碑」 、2000年、ウィーンのユダヤ広場
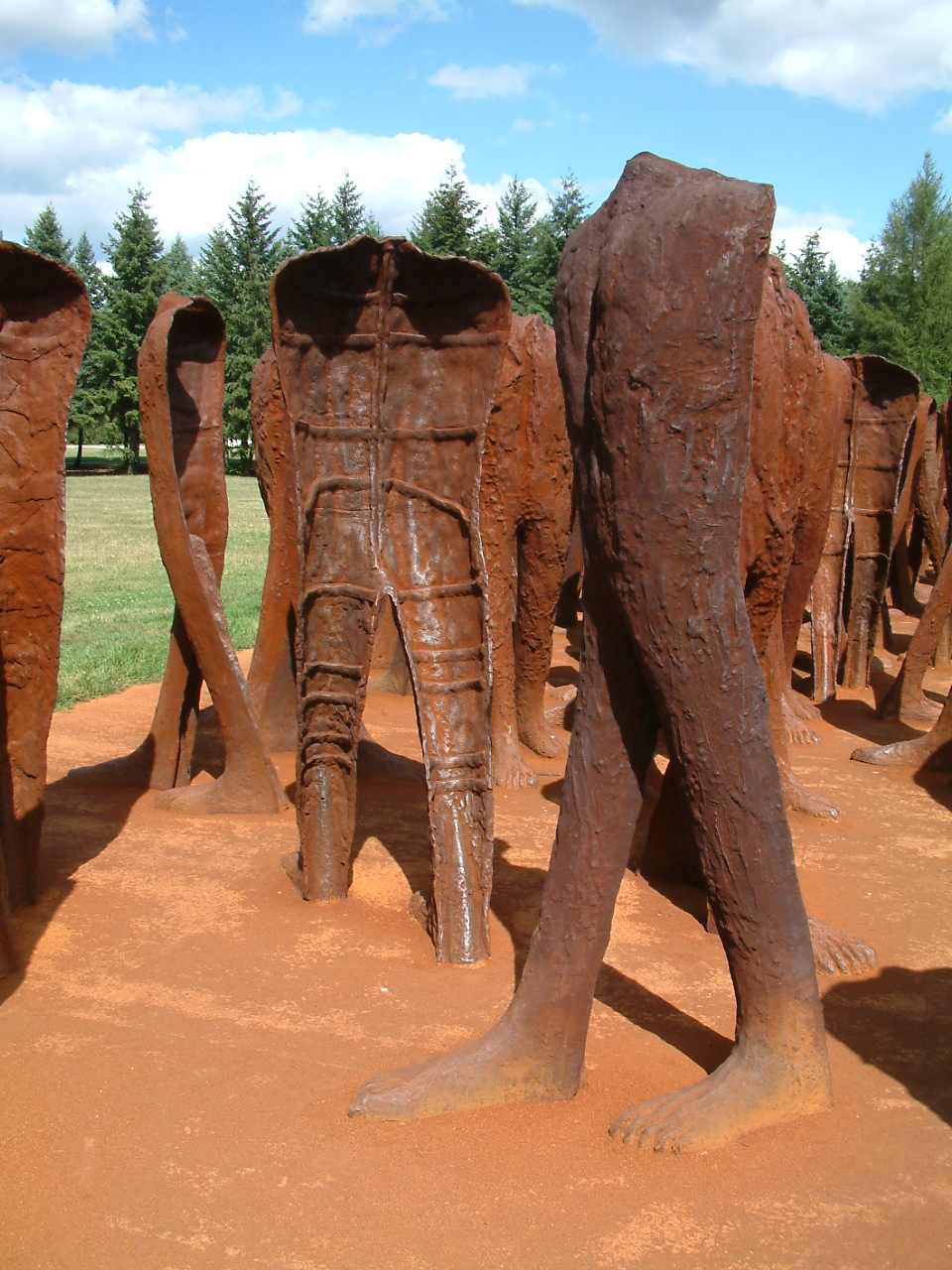
マグダレーナ・アバカノヴィッチ、「認められざるもの」(Nierozpoznani)、2002年、ワルシャワ城郭
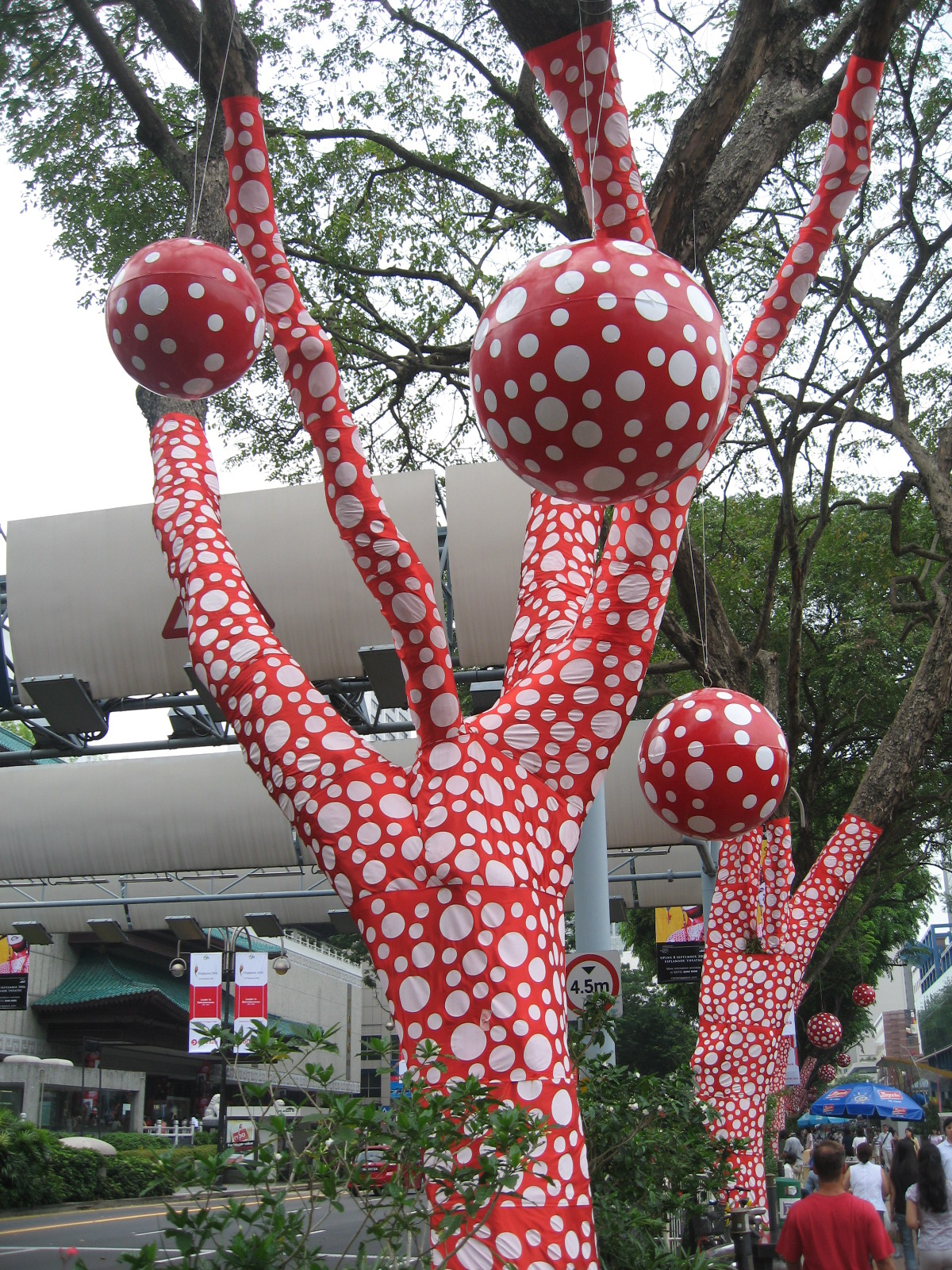
草間彌生、Ascension of Polkadots on the Trees、 シンガポール・ビエンナーレ、2006年
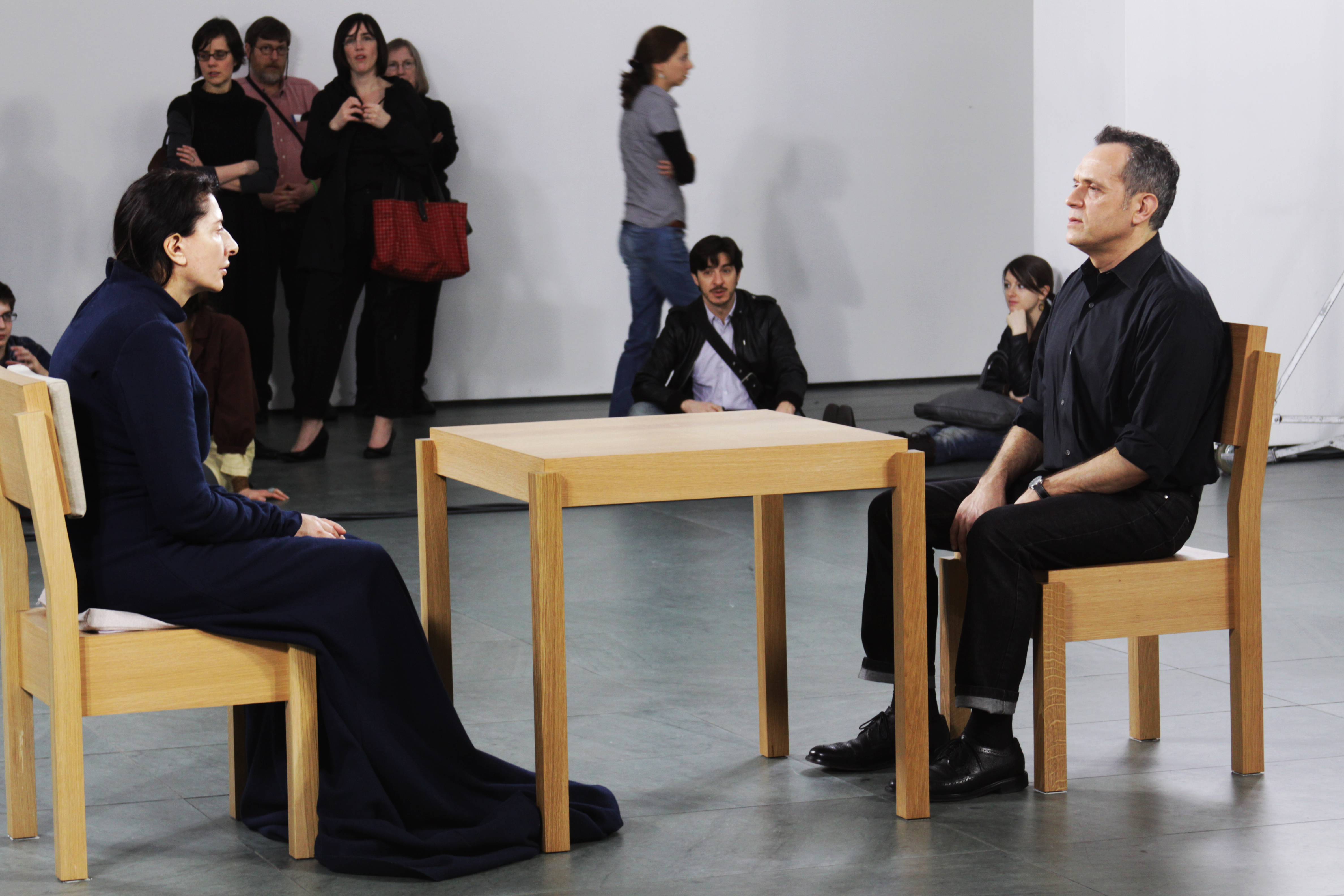
マリーナ・アブラモヴィッチ、"The Artist is Present"、ニューヨーク近代美術館、2010年5月
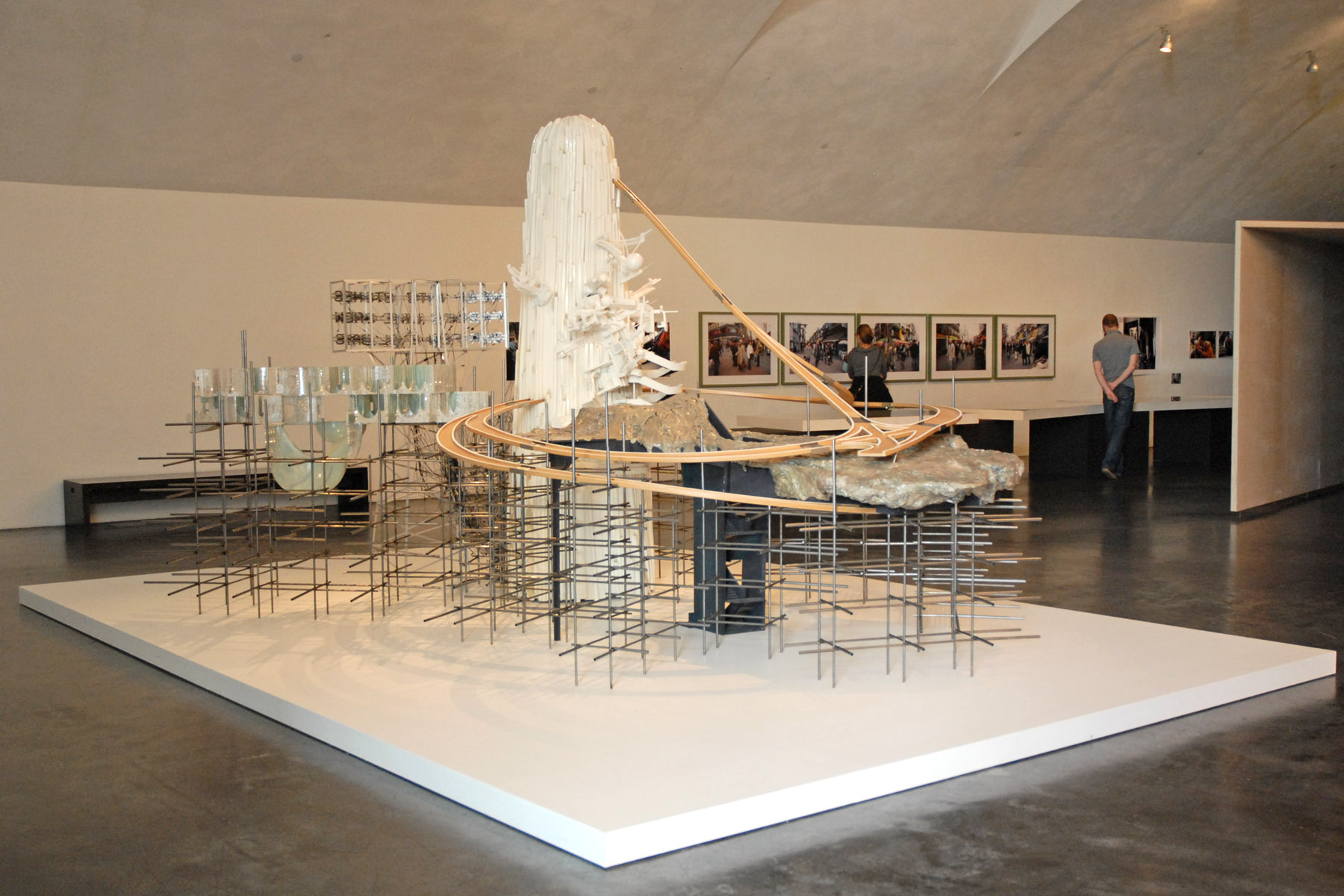
イ・ブル、「私の大きな物語：石に泣く」、2005年
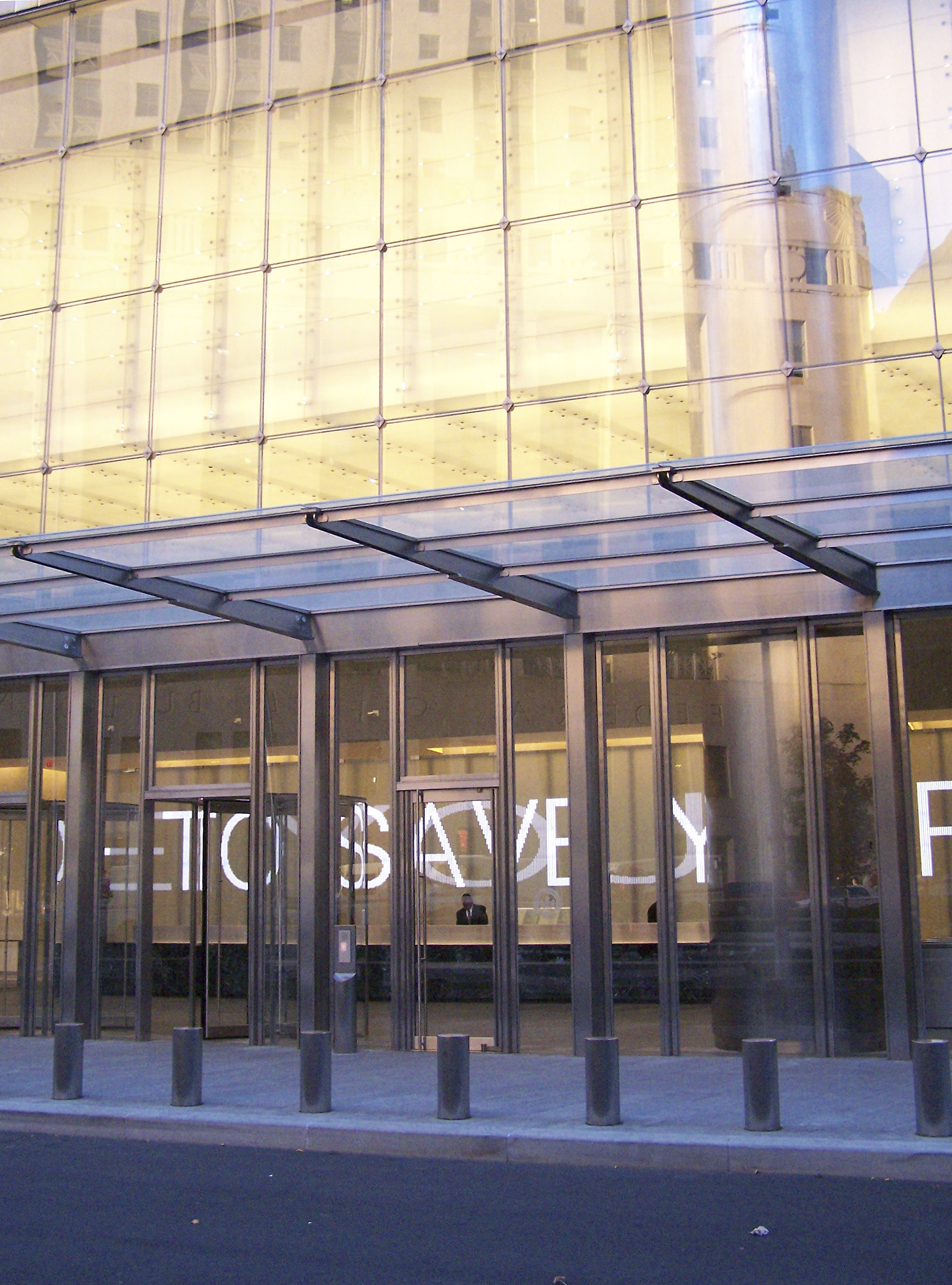
ジェニー・ホルツァー、世界貿易センタービルでのインスタレーション
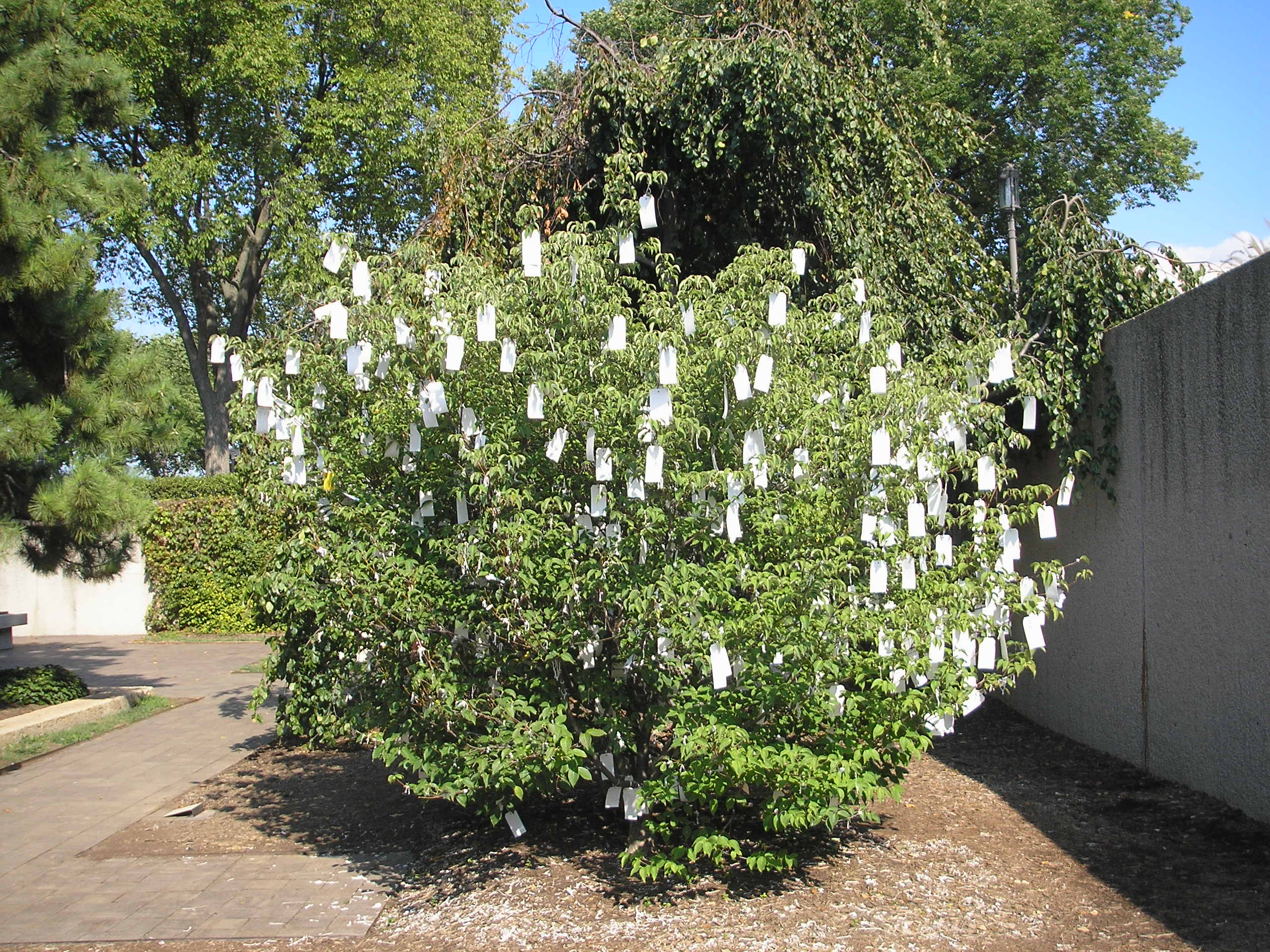
オノ・ヨーコのウィッシュ・ツリー

1996年にカトリン・デ・ツェハー(Catherine de Zegher)は20世紀の37人の偉大な女性芸術家の作品を展示する展覧会をキュレーションした。この展覧会はInside the Visibleという名称で、ボストンのコンテンポラリーアート美術館からワシントンD.C.の国立女性芸術美術館、ロンドンのホワイトチャペル・ギャラリー、パースの西オーストラリアアートギャラリーに巡回した。1930年代から90年代まで、さまざまのアーティストの作品を集めている。
1993年にレイチェル・ホワイトリードが初めてテート・ギャラリーのターナー賞を受賞した女性となった。ジリアン・ウェアリングも1997年にターナー賞を受賞したが、この年は最終候補が全員女性で、クリスティン・ボーランド、アンジェラ・ブロック、コーネリア・パーカーなどが候補者であった。1999年にトレイシー・エミンが「わたしのベッド」("My Bed")で候補になってメディアから広く注目されたが、受賞はならなかった。2006年には抽象画家のトマ・アブツがターナー賞を受賞している。
2001年に「女性アーティストと千年紀」("Women Artists at the Millennium")という学会がプリンストン大学で実施された。2006年には同名の書籍も刊行され、リンタ・ノックリンなどの主要な美術史家がルイーズ・ブルジョワ、サリー・マン、エヴァ・ヘス、レイチェル・ホワイトリードなどの著名な女性アーティストを分析する論考が収録された。
2010-2011年にかけてパリのポンピドゥー・センターは3回にわたる"elles@Centrepompidou"という展示を実施し、キュレーターが女性の現代アーティストを選んで作品を見せるということを行った。ポンピドゥー・センターは自館のコレクションから主要な女性アーティストの作品を選んで展示した。
2010年、アイリーン・クーパーが女性として初めて「ロイヤル・アカデミーの主」(Keeper of the Royal Academy)に選ばれた。1995年、デイム・エリザベス・ブラックアダーが、制度が始まって300年間の歴史で初めて「スコットランド王室御用達画家」(Her Majesty's painter and limber in Scotland)に選ばれた。ブラックアダーは既に1982年にOBEを得ている。
女性による芸術として興味深いのが環境アートである。2013年12月の時点で、女性環境アーティストディレクトリ(Women Environmental Artists Directory)には307名の女性環境アーティストが登録され、マリーナ・デブリ(Marina DeBris)、ヴァニタ・ネメク(Vernita Nemec)、ベティ・ボーモント(Betty Beaumont)などが入っている。デブリはビーチのゴミ(デブリ)を用いて海岸や海洋の汚染についての意識啓発を行い、子どもたちに対してビーチのゴミに関する教育活動も行っている。ネメクは現代生活の複雑性を著すためジャンクメールを用いている。ボーモントは環境アートのパイオニアとして知られており、人の信念や行動を問い直すアートを目指している。

## 芸術史における女性の不当な扱い

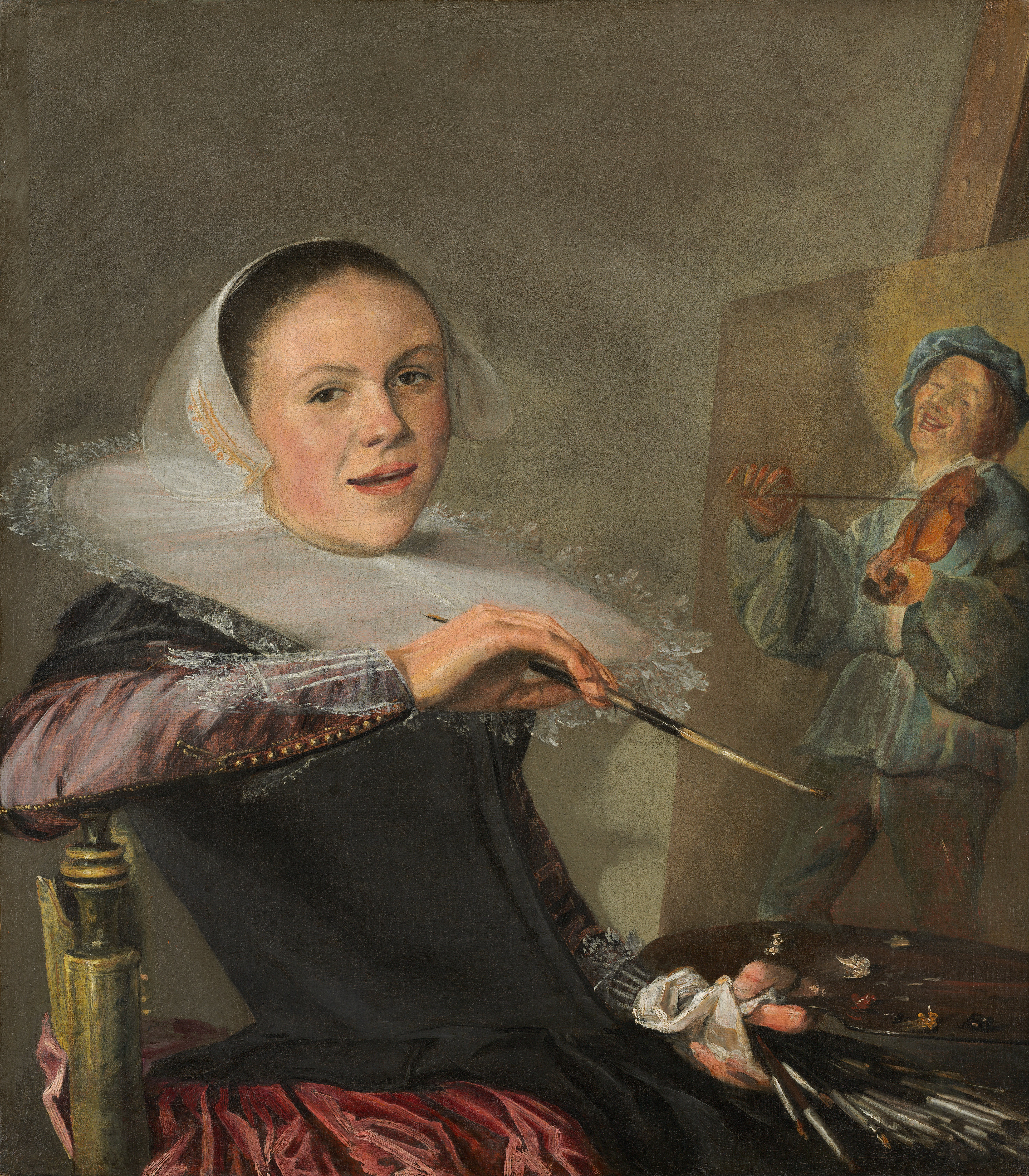
ユディト・レイステル、自画像、1630年、ナショナル・ギャラリー、ワシントンD.C.

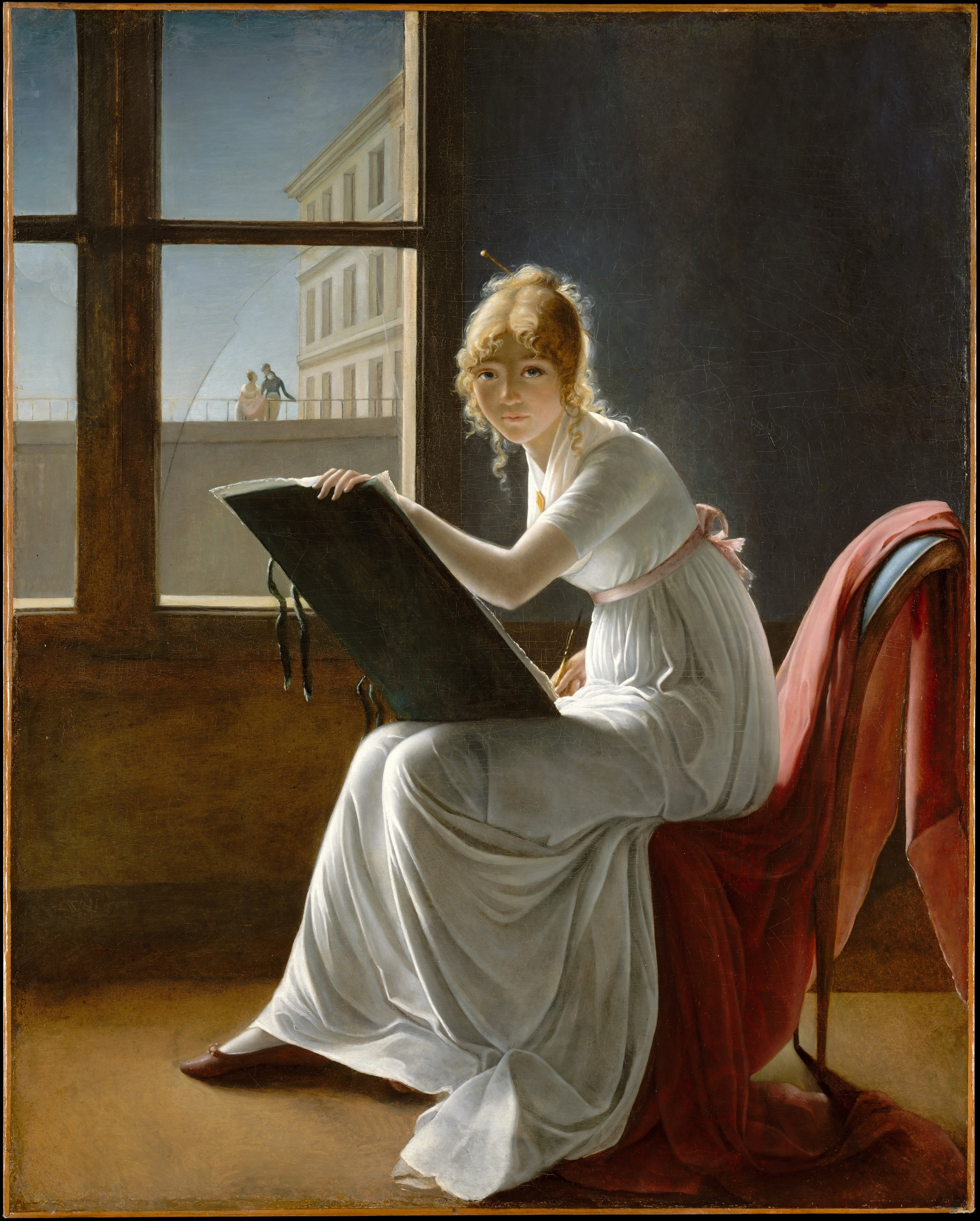
マリー＝ドニーズ・ヴィリエ、「自画像、絵を描く若い女性」、1801年、 メトロポリタン美術館

女性の芸術家については、意図の有無にかかわらず、しばしば歴史的に誤った記載がまかりとおってきた。こうした不当な扱いは記録が作られた時代の社会政治的な道徳習慣によるものである。この原因としてはたくさんの問題があるが、以下に例をあげる。
- 伝記的情報の不足
- 匿名性…女性アーティストはしばしば、ふつうは名前が出ないような芸術表現の分野において一番活躍している。初期中世の装飾写本の絵付けは、修道士と修道女両方によって行われていたが、名前があまり残っていない[34]。
- 画家が所属する聖ルカ組合…中世からルネサンスの時期には、多くの女性が工房システムの中で働いていた。こうした女性たちは男性の工房長の庇護のもとで働いており、女性芸術家にとっては工房のトップが父であることが多かった。寡婦が夫の以前の地位を引き継いだという可能性はあるものの、20世紀になるまで女性がトップにいた工房の記録はない。ギルドの規定により女性はマスターになるためのさまざまな階梯にのぼれないことが多かった[35][36]。このため、女性芸術家は「非公式な」立場にとどまり続けるほかなかった。
- 名前に関する伝統…女性は結婚すると夫の姓に改姓するという伝統のために女性芸術家の研究は困難を抱えている。とくに、出所が不明な作品に名前のイニシャルと姓だけが書かれている場合などは調査が難しい。非常に単純な伝記的記述ですら誤りを含みがちである。たとえば、「Jane Frankは1918年に生まれた」と言えるかもしれないが、実際はジェーン・フランクは生まれた時には"Jane Schenthal"であり、"Jane Frank"はそのあと20年以上たつまで存在しなかった[37]。こうした例からわかるように、女性芸術家にとってアイデンティティが一定しないということが起こってしまう。
- 誤ったアイデンティティと不正確な作品帰属…18-19世紀において、女性が作った作品はしばしば違う者の作品とされた。節操のない売り手はサインを改変するようなことまでしており、ユディト・レイステルの絵がフランス・ハルスのものにされてしまったこともある[38][39][40]。マリー＝ドニーズ・ヴィリエ(1774–1821)はフランスの画家で肖像画が専門だったが、ヴィリエはフランスの画家ジロデ＝トリオゾンの弟子であった。ヴィリエの最も有名な絵である「絵を描く若い女性」(1801)はメトロポリタン美術館に展示されている。この絵はかつてはジャック＝ルイ・ダヴィッドの作品とされていたが、のちにヴィリエの作品とわかった。ヴィリエの自画像であると考えられている[41]。
- 日本では少年漫画・青年漫画などにおいても、女性作家が「男性に見えるようなペンネーム」を付ける場合がある。